# La distruzione degli Ebrei d'Europa
(Giulio Einaudi Editore)
La distruzione degli Ebrei d'Europa è un saggio storico di Raul Hilberg concepito nel 1948 e pubblicato per la prima volta in inglese nel 1961 in un unico volume. La versione più nota del saggio, è quella rivista dallo storico nel 1985 e pubblicata in due volumi contenenti un totale di dodici capitoli più "gli appendici" e un "indice analitico". Nel 2003 in inglese, nel 2017 in italiano, è stata pubblicata la terza edizione dell'opera suddivisa in tre volumi.
L'opera è ritenuta dagli storici la prima opera completa sulla Shoah tanto che Hilberg stesso in una sua autobiografia asserì che la sua opera non poteva fare riferimento a nessun'altra opera precedente, La distruzione degli Ebrei d'Europa «fu un evento senza precedenti, un atto primordiale che non era stato immaginato prima [...]».
La seguente voce è riferita alla seconda edizione in italiano, ovvero a quella in due volumi edita nel 1999 per i tipi di Giulio Einaudi Editore e tradotta dall'inglese da Frediano Sessi e Giuliana Guastalla.

## Nota alla seconda edizione italiana
Senza nessuna "prefazione" o "introduzione", in una pagina alla seconda edizione italiana intitolata «Nota alla seconda edizione italiana», Hilberg dichiara che il materiale iniziale riguardante il suo libro, risale al lontano 1948 quando il processo di Norimberga stava per concludersi. Le prime fonti su cui lavorò e che lo impegnarono circa cinque anni, riguardarono esclusivamente i verbali e documenti del processo nonché le pochissime testimonianze delle memorie allora esistenti dei sopravvissuti. Il processo di distruzione fu analizzato dallo storico come «un unicum» esaminando cioè «tutte le aree» implicate e «tutte le strutture coinvolte». Le sue ricerche furono pubblicate per la prima volta in inglese nel 1961 a Chicago dall'editore Quadrangle, cui seguì nel 1985 la seconda edizione edita a New York da Holmes & Meier, quindi due edizioni in tedesco nel 1982 e 1990, quella in francese nel 1988 e la prima italiana nel 1995 (altre edizioni: 1999 e 2017). A ogni edizione Hilberg, dichiara nella nota, aggiungeva nuovo materiale man mano che negli anni venivano alla luce nuovi documenti su cui lavorare, e soprattutto dal 1988 quando i secretati archivi dell'Europa dell'Est furono aperti.

### I. I precedenti
Non fu certo in Germania, né tantomeno nella politica nazista che si deve cercare il primo caso di antagonismo e di distruzione degli ebrei. Le azioni antiebraiche non comparvero improvvisamente nel 1933, avevano avuto dei precedenti ben precisi in altre diverse nazioni e in diverse epoche della storia del genere umano. Hilberg individua tre principali azioni antiebraiche:
Conversione - Nell'Impero romano del IV secolo, a suo avviso, si manifestò verso di loro e per la prima volta una zelante opposizione perpetuata dalla stessa Chiesa cattolica, ora chiesa di stato che influenzava «l'autorità civile», che dettò per dodici secoli «le misure da adottare contro gli Ebrei». Incominciò tutto con una questione dottrinale, teologica, gli ebrei infatti rifiutarono il cristianesimo proposto della Chiesa Cattolica soprattutto quando ai tempi di Costantino venne proclamata la divinità di Cristo (Trinità). Una dottrina in netto contrasto con il Dio unico e invisibile degli Ebrei che non ammetteva altre divinità. La Chiesa infatti «per milleduecento anni si accanì a combatterli con le armi della ragione teologica» non escludendo di attuare verso gli Ebrei «mezzi di coercizione collettive» come una severa legislazione verso i matrimoni misti, il divieto per gli ebrei di risiedere nello stesso posto dei cattolici, e l'esclusione dalle funzioni pubbliche. Questa "politica", ad avviso di Hilberg, preparò la strada a quelle che sarebbero state in seguito azioni distruttrici vere e proprie. Nel Medioevo nella Spagna cattolica «vennero emessi certificati di "purezza" per i cristiani di perfetta ascendenza, per gli altri, si stabilirono le categorie di nuovi cristiani per metà, nuovi cristiani per un quarto, nuovi cristiani all'ottava, e così di seguito». Il fallimento della conversione degli Ebrei da parte della Chiesa Cattolica portò a considerarli "diversi" e pericolosi per la vera fede cristiana. Lutero, da parte sua fece la sua parte predicando l'inferno per i falsi cristiani e gli infedeli, compiacendosi del fatto che lui non fosse ebreo, ebrei che a suo avviso non avevano compreso pienamente di essere un popolo maledetto da Dio, loro che pretendevano di essere ancora il popolo eletto nonostante continuassero a soffrire da millecinquecento anni. Al tempo in cui Lutero scrisse questi giudizi, l'odio contro gli Ebrei continuava a crescere in tutta Europa e dal XIII al XVI secolo in nazioni come la Spagna, l'Italia, la Germania, la Boemia, la Francia e l'Inghilterra la situazione che si proponeva agli Ebrei era, tout court: convertirsi al "cristianesimo" o essere espulsi.
Espulsione - «L'espulsione fu il secondo modo di proporsi della politica antiebraica nella storia». Liberi da ogni condizionamento religioso gli antisemiti del XIX secolo volevano liberarsi dagli ebrei e pianificarono l'emigrazione degli Ebrei.
La Germania nazista fece tanto sua questa idea che programmò la loro espulsione e confinamento in Madagascar. Una soluzione che ben presto fallì.
Annientamento - Fallito il trasferimento in Africa, alcuni capi nazisti idearono una «soluzione territoriale», in seguito meglio identificata come «soluzione finale» degli Ebrei del Reich, che fu «la terza fase storica dell'azione antiebraica». Questa fase prevedeva l'eliminazione fisica di tutti gli ebrei, la loro morte, il loro annientamento.
L'annientamento degli Ebrei d'Europa tra il 1933 e il 1945, secondo Hilberg oggi potrebbe apparire «un avvenimento senza precedenti» per dimensioni, organizzazione, numero di vittime e per i pochi anni che occorsero per perpetuare quella grande distruzione, è anche vero che la distruzione operata dai nazisti «non si sviluppò affatto per generazione spontanea; fu un punto di arrivo di un'evoluzione ciclica», il risultato della sommatoria di azioni delle «precedenti politiche antiebraiche»:
Hilberg asserisce che lo sterminio ideato dalla burocrazia nazista non fu nulla di realmente nuovo, le azioni naziste si basarono su precedenti che avevano modelli e procedure ben precise, attinsero «alla vasta riserva di esperienza amministrativa costituita dalla Chiesa e dallo Stato in millecinquecento anni di attività distruttrice», e lo dimostra con una tabella (1/1) a pagina 8 e 9 del suo saggio, paragonando le misure antiebraiche ecclesiastiche riportate dal diritto canonico con misure identiche fatte proprie dai nazisti. Per esempio: al divieto di matrimoni misti e di rapporti sessuali tra cristiani ed Ebrei (stabilito dal Sinodo di Elvira del 306), del diritto canonico, corrispondeva la legge per la difesa del sangue e dell'onorabilità tedesca (15 settembre 1935 ) delle misure naziste; alla proibizione per gli Ebrei di ricoprire cariche pubbliche (stabilita dal Sinodo di Clermont del 535) del diritto canonico, corrispondeva la legge sulla riorganizzazione delle professioni burocratiche pubbliche (7 aprile 1935) delle misure naziste che di fatto estrometteva gli ebrei da qualsiasi funzione pubblica; all'obbligo per gli Ebrei di portare un distintivo sopra i vestiti che li identificasse come tali (Concilio Lateranense IV del 1215), corrispondeva l'ordinanza nazista del I° settembre 1941 («il famoso decreto che imponeva a tutti gli Ebrei sopra i sei anni d’età di esibire in pubblico, cucita sugli indumenti, la Stella Gialla (Magen David)»

Hilberg individua diciannove paralleli fra le leggi contro gli ebrei stabilite dal diritto canonico e le misure adottate con leggi simili dai nazisti contro gli Ebrei e altre nove altre significative misure antiebraiche «prenaziste e naziste» (tabella 2/2, a pagina 11).
Ma secondo lo storico i «precedenti amministrativi non furono i soli elementi storici a giocare un ruolo determinante» nel processo di distruzione degli Ebrei da parte dei nazisti. Nella società tedesca e in quelle occidentali in genere c'era bisogno anche di un giustificativo psicologico che mettesse a tacere i conflitti interiori e i possibili sensi di colpa di una società "cristiana". Bisognava, secondo Hilberg, agire come un criminale comune che vuole restare in pace con se stesso: diffamare la vittima, demonizzarla, fino a rendere impellente e quindi giustificare la necessità che essa venga annientata, distrutta. I tedeschi, a suo avviso, avevano anche qui "un precedente" importante del XVI secolo, «una delle grandi figure del pensiero germanico» : Martin Lutero che già nel suo violento trattato Degli ebrei e delle loro menzogne (Von den Juden und ihren Lügen), fece feroci dichiarazioni antiebraiche (con cui si rivolgeva alla grande massa dei suoi lettori), che altro non era poi che la comune «modalità espressiva del suo tempo». Secondo Lutero gli Ebrei erano: cani assetati del sangue di tutta la cristianità - spesso giustamente bruciati vivi perché accusati di avvelenare l'acqua e i pozzi e rapito i bambini che sono stati smembrati e tagliati a pezzi - che ancora non ci è dato sapere quale sorta di demone li abbia portati nel nostro paese - che erano da considerarsi un pesante fardello, come una peste, pestilenza e pura sventura nel nostro paese - profittatori, avidi, che maledicono il nostro Signore, figli del Diavolo che è contento e si rallegra di aver mandato gli Ebrei fra i cristiani per contaminarli - che vogliono governare il mondo nonostante siano grandi criminali e assassini di Cristo e di tutta la cristianità.
Un altro precedente, ad avviso di Hilberg, si trova qualche secolo dopo, nelle gravi dichiarazioni razziste fatte nel 1895 dal deputato Hermann Ahlwardt portavoce del gruppo antisemita, in una discussione al Parlamento tedesco riguardante l'espulsione degli Ebrei. Il gruppo era ostile agli Ebrei «non tanto per la loro religione, ma per la loro razza», il loro pensiero venne espresso senza alcun'esitazione da Ahlwardt. Perché bisognava espellere gli Ebrei e proteggersi da loro? Forse perché fossero tutti criminali? Assolutamente no! «È perfettamente chiaro che tra noi vi sono numerosi Ebrei di cui non è possibile dire alcun male». Ma gli Ebrei, a suo avviso, erano da ritenersi nocivi «perché sappiamo che le caratteristiche razziali di questo popolo sono tali che, alla lunga, esse non possono armonizzarsi con le caratteristiche razziali delle popolazioni germaniche». Quindi tendenzialmente criminali, e non poteva certo essere una giustificazione considerarli non nocivi se qualcuno non aveva commesso ancora nessun misfatto, perché  «ne commetteranno uno probabilmente in circostanze particolari, perché le loro caratteristiche razziali li spingono a farlo». Quanto asseriva Ahlwardt era in ultima analisi proprio il concetto che la società tedesca aveva degli ebrei: «Gli Ebrei <<non possono impedirsi>> di nuocersi, perché le loro caratteristiche razziali li spingono irresistibilmente a commettere atti antisociali». E questo giudizio sugli Ebrei, ad avviso dello storico, altro non fu che «una fase di evoluzione ideologica di lunghissima durata».
Ma un "precedente" chiamato in causa da Hilberg nel suo saggio (che per un tempo susciterà aspre critiche da parte del mondo ebraico e dello stesso Yad Vashem), riguarda un altro importante aspetto: «la riuscita dello sterminio doveva dipendere anche dal modo in cui gli Ebrei vi reagivano». Il modo di agire degli Ebrei durante la distruzione nazista, non fu ad avviso dello storico, qualcosa di nuovo «non era certo la prima volta che gli Ebrei europei, nel corso della loro storia, affrontavano la violenza». Infatti l'atteggiamento degli Ebrei durante la distruzione nazista, secondo Hilberg, segui uno schema ben preciso dettato dall'esperienza dei secoli precedenti.
Quindi Ebrei remissivi, non violenti, che tendevano a compiacere l'aggressore per paura che il loro stato di perseguitati potesse ulteriormente peggiorare, capaci anche di barattare la loro sicurezza col denaro e che a volte trovavano la salvezza solo nella fuga. Hilberg nelle pagine da 19 a 25 fa diversi esempi storici di un tale comportamento da parte delle comunità ebraiche nei secoli precedenti all'era nazista. Tale comportamento remissivo, ad avviso dello storico, fu tenuto anche nei diversi stadi del processo nazista che condusse gli Ebrei d'Europa alla distruzione.
Hilberg conclude questo primo capitolo tirando le somme e affermando che quindi nel «loro rapporto reciproco», gli assassini e le vittime ovvero i nazisti e gli Ebrei, «utilizzarono un'esperienza secolare» che portò come risultato «i Tedeschi al successo [e] gli Ebrei al disastro».

### II. Gli antecedenti
Nel secondo capitolo con inizio da pagina 29, Hilberg si propone di spiegare gli «antecedenti», ovvero il clima in cui si concretizzò la distruzione degli Ebrei d'Europa, e precisamente le azioni che «ebbero lo scopo esplicito di creare quel clima» prima in Germania e poi in tutti i paesi d'Europa del Reich.
Capisaldi iniziali importanti sono da ricercarsi, nell'anno 1933, nella burocrazia tedesca, e nel programma del Partito Nazionalsocialista Tedesco dei Lavoratori (NSDAP).
Ad avviso di Hilberg infatti, Hitler non aveva bisogno e necessità di nessun'azione di propaganda antiebraica né di creare nuove leggi per loro, «il terreno era già preparato», «L'unica cosa che gli serviva era prendere il potere» e per la burocrazia tedesca «l'accesso di Hitler alla Cancelleria, significava, ormai, piena libertà di impegno nell'azione antiebraica».
Infatti il NSDAP fondato dopo la prima guerra mondiale, aveva già da anni sviluppato un programma in venticinque punti (redatto il 24 febbraio 1920) in cui ben quattro punti (il 4°, 5°, 6° e 7°) riguardavano «direttamente o indirettamente» proprio gli Ebrei, costituendo secondo Hilberg «l'unico indirizzo che il nazismo abbia mai dato alla burocrazia». I punti nello specifico recitavano:
- 4. Può essere un cittadino solo un fratello di razza (Volksgenosse). È fratello di razza solo colui che è di sangue tedesco, senza considerare la fede religiosa. Nessun Ebreo può quindi essere fratello di razza.
- 5. Chi non è cittadino non può vivere in Germania se non come ospite, e deve essere sottomesso alle leggi sugli stranieri.
- 6. Il diritto di decidere del Governo e delle Leggi dello Stato può appartenere soltanto ai cittadini. Chiediamo dunque che tutte le funzioni di natura ufficiale, qualunque ne sia la natura, del Reich, dei Länder e dei comuni, siano esercitate unicamente dai cittadini [...].
- 7. Ogni nuovo ingresso di non-Tedeschi deve essere vietato. Chiediamo che tutti i non-Tedeschi, entrati in Germania dopo il 2 agosto 1914, siano obbligati a lasciare immediatamente il Reich tedesco.

Inoltre l'ulteriore paragrafo 17 che recitava che qualsiasi proprietà poteva essere espropriata per il bene della comunità, venne interpretato da Hitler solo come proprietà appartenente ai soli Ebrei. il 6 marzo 1933 (Hitler era cancelliere del Reich da circa sette settimane), il parlamentare del ministero dell'economia Bang inviò al capo della Cancelleria Lammers alcuni suggerimenti che riguardavano misure antiebraiche come: 1) vietare l'«immigrazione di Ebrei dell'Europa orientale» 2) revocare i cambiamenti dello stato civile. Ma Bang non fu il solo, un altro comitato privato (forse istituito su indicazioni del Ministero dell'Interno) stava progettando più dettagliate misure antiebraiche che avrebbero trovato applicazione negli immediati anni a seguire: 1) I licenziamenti riguardanti gli Ebrei, 2) Il divieto dei matrimoni misti, 3) L'annullamento dei cambiamenti degli stati civili 4) «L'istituzione di organismi comunitari ebraici». Il clima generale era quello di una burocrazia che pianificava din nei minimi particolari e legiferava contro gli Ebrei. Un esempio fu quello del ministro dell'Interno von Gayl (il 3 ottobre 1932) che pretendeva che gli «appartenenti a una cultura inferiore», per essere naturalizzati tedeschi, avevano bisogno di essere residenti da vent'anni in Germania; un altro fu quello di Hans Globke (23 dicembre 1932), un importante funzionario del ministero dell'Interno prussiano che con una circolare interna ingiungeva all'amministrazione di non accettare le richieste di cambiamento di nome da parte degli Ebrei perché lo riteneva un loro espediente per «nascondere la propria origine», per cui gli Ebrei dovevano essere chiaramente identificati; non ultimo il partito nazista «moltiplicò le esortazioni, le manifestazioni e le campagne di boicottaggio».
Hilberg fa notare che d'altra parte c'era un'«élite intellettuale tedesca» che non gradiva quelle prese di posizione di antisemitismo viscerale, ed era contro le manifestazioni, la propaganda e i disordini, ciò che permise, dopo la guerra, «a funzionari di alto rango di affermare [...] che in primo luogo essi non avevano mai odiato gli Ebrei». Ma la presa di posizione di tale élite non influenzò minimamente l'azione dei nazisti contro gli Ebrei, agli inizi del 1933 infatti fu lanciata «una campagna di violenze individuali contro gli Ebrei» con relativo invito al «boicottaggio generale». Tali azioni non passarono inosservate e ci furono «reazioni preoccupate» con il risultato che Ebrei e non Ebrei parteciparono a «un boicottaggio contro le esportazioni tedesche» tanto che il vice cancelliere von Papen e il ministro degli Esteri von Neurath riferirono che il clima nei confronti della Germania da parte degli americani, inglesi e molti governi stranieri era cambiato, ed era evidente la loro disapprovazione per il comportamento tedesco nei confronti degli Ebrei. Nonostante tutto «il comportamento indisciplinato» da parte di certi aderenti del Partito continuò e «numerosi furono gli Ebrei che furono maltrattati e alcuni uccisi», l'antisemitismo "rumoroso", non cessava. Anche se nelle «stesse SS ci fosse una dose di scetticismo [...] riguardo alle azioni impetuose contro gli Ebrei», «la raccomandazione di evitare gli incidenti» non era tenuta in nessun conto soprattutto dagli "indisciplinati" aderenti al Partito che di fatto stavano disturbando «il delicato equilibrio del mondo degli affari tedesco».
Per questa ragione fu indetta il 20 agosto 1935 una riunione interministeriale presieduta da Hjalmar Schacht, presidente della Reichsbank, con il ministro dell'Interno Wilhelm Frick, il ministro delle Finanze Lutz Graf Schwerin von Krosigk, il ministro della Giustizia Franz Gürtner, il ministro dell'Istruzione Bernhard Rust e in rappresentanza del Partito, il ministro dello Stato bavarese Adolf Wagner. Schacht aprendo la riunione esordì con la richiesta che: «le azioni "illegali" contro gli Ebrei dovevano immediatamente cessare, in caso contrario non avrebbe potuto assumersi l'obiettivo di risanare l'economia». Irresponsabile a suo avviso era stata la condotta di un importante leader del Partito nazista, Julius Streicher, che si batteva per obbligare le aziende tedesche a licenziare i loro rappresentanti all'estero, «dimenticando che quei rappresentanti ebrei erano "particolarmente abili"». Condotta quella del Partito,  evidenziava Schacht, aveva causato diversi danni con il risultato che alcuni rappresentanti ebrei, come quello in Egitto si era dimesso e dalle sue commesse aveva tratto vantaggio una ditta inglese; per ritorsione inoltre, citò una ditta francese che aveva annullato un'ingente commessa con fornitori tedeschi, e la stessa Bosch aveva perso tutti i contratti in America Latina. Ad avviso di Schacht gli appartenenti al Partito che volevano fuori gli Ebrei dal commercio tedesco, ignoravano «le realtà economiche mondiali» come per esempio il fatto che gli Ebrei fossero indispensabili «anche per le importazioni, poiché il commercio di alcuni prodotti rari - e di cui l'esercito aveva bisogno - era nelle loro mani». Una cosa a suo avviso erano «le azioni isolate» contro gli Ebrei un'altra quelle "organizzate" verso la comunità ebraica. Nulla di male per Schacht gli avvisi commerciali: "Non accettiamo ebrei", visto che tali avvisi erano d'uso anche negli Stati Uniti, ma altre iniziative come quella di vietare gli accessi alla stazione termale di Bad Tölz, di espellere gli ebrei da Langenschwalbach erano «più discutibili» o «estremamente discutibili», ma «assolutamente inammissibile» era quanto aveva fatto Streicher ad Arnswalde affiggendo su tre pubbliche bacheche la scritta «Chiunque compia un acquisto da un Ebreo è traditore del suo popolo». Anche il ministro dell'interno Frick condivideva le ragioni 
del presidente della Reichsbank e a suo avviso alle «azioni isolate e selvagge» contro gli Ebrei bisognava porre immediatamente fine perché «la questione ebraica sarebbe stata risolta con metodi rigorosamente legali». La riunione si concluse con il proposito di astenersi da ogni azione cruenta verso gli Ebrei e allo stesso tempo promulgare una legge contro la creazione di nuove imprese ebraiche e l'invito al Governo di passare le commesse alle sole imprese tedesche. Mesi dopo quella riunione, ovvero il 4 ottobre 1935, anche Julius Streicher affermava che non c'era bisogno di alcuna violenza contro gli Ebrei e dovevano essere i decreti a risolvere con metodi legali la questione ebraica.

#### La notte dei cristalli
Le reali ragioni delle sommosse del 1938, ad avviso di Hilberg, sono da ricercarsi nel fatto che sia il Partito nazista, le SA in particolar modo e lo stesso «apparato di propaganda», erano stati tagliati fuori da ogni decisione e influenza sulla questione ebraica, per cui i pogrom del 1938 «rappresentavano un mezzo per conquistarsi una frazione di potere: gli uomini di Partito volevano avere un loro posto nell'attuazione del processo di distruzione degli Ebrei; ma fallirono miseramente».
L'antefatto pretestuoso che diede inizio alle sommosse, violenze e saccheggi è da ricercarsi in ciò che avvenne il 7 novembre 1938 presso l'ambasciata tedesca di Parigi. Un diciassettenne ebreo, Herschel Grynszpan, sparò ferendo gravemente «un ufficiale minore dell'ambasciata», Ernst Eduard vom Rath, che due giorni dopo il 9 novembre, morì. Nonostante non fosse stato il primo atto cruento compiuto da ebrei verso i nazisti, quello compiuto in Francia «servì da pretesto al Partito, che cercava un'occasione per agire». La sera del 9 novembre scoppiarono sommosse contro gli Ebrei nei distretti di Kurhessen e Magdeburgo-Anhalt, cosa di cui il ministro della Propaganda Joseph Goebbels informò alcuni dirigenti nazisti portando alla loro attenzione che su suo suggerimento, Hitler stesso aveva deciso che se quelle sommosse «sul territorio del Reich» fossero state "spontanee", non le si dovevano scoraggiare. Per quei dirigenti nazisti quanto asseriva Goebbels «aveva un solo significato: il Partito doveva organizzare e dare esecuzione all'azione, senza mostrare apertamente di esserne coinvolto». Le SA furono fulminee, e le sue truppe incendiarono in modo sistematico tutte «le sinagoghe del Paese». Sia le SS di Heinrich Himmler sia la polizia ufficiale tedesca «non erano stati informati», ma nella notte appena Karl Wolff, capo dello Stato maggiore generale di Himmler venne a sapere del pogrom deciso da Goebbels avvisò il suo superiore e si decise di entrare in azione «per evitare un saccheggio generalizzato e, secondariamente, per aumentare, con ventimila unità di Ebrei, la popolazione dei suoi campi di concentramento». Himmler dettando un memorandum destinato ai suoi archivi espresse il suo punto di vista su quella iniziativa di Goebbels definendolo "assetato di potere", «cervello vuoto» e irresponsabile per aver « [...] dato il via a questa operazione, proprio in un momento in cui la situazione è molto grave [...]. Quando ho chiesto al Führer cosa ne pensasse, ho avuto l'impressione che non sapesse niente degli avvenimenti».
Ma la reazione di Himmler non fu l'unica. Walther Funk ministro dell'Economia succeduto a Schacht appena venne a conoscenza del pogrom chiamò al telefono Goebbels «e lo apostrofò violentemente», gli avrebbe detto:
Göring da parte sua andò a protestare da Hitler definendo Goebbels «troppo irresponsabile», perché non aveva minimamente pensato agli effetti di quell'azione sull'economia tedesca, che a suo avviso sarebbero stati disastrosi. Hitler cercò di giustificare in qualche modo Goebbels, «ma convenne che quel genere di cose non doveva ripetersi». Sempre lo stesso giorno, ovvero il 10 novembre, ci fu un'ulteriore riunione fra Hitler, Göring e Goebbels. Goebbels propose che agli Ebrei fosse imposta una corposa ammenda e che fosse pagata a ogni organizzazione regionale del Partito (Goebbels era anche il capo regionale del Partito di Berlino che aveva il più grande numero di Ebrei, e la sua richiesta fu evidentemente interessata). Göring si oppose a quella richiesta e «se si doveva arrivare ad una simile misura, doveva essere lo Stato a chiedere il pagamento». Hitler convenne con la proposta di Göring e la riunione si concluse con la decisione che l'ammenda da proporre fosse: un miliardo di Reichsmark.
Da quest'ulteriore riunione Goebbels uscì sconfitto, Hilberg fa notare che «il suo desiderio di potere rimaneva insoddisfatto», «in seguito non dobbiamo più parlare di lui», nel processo di distruzione degli Ebrei non avrebbe mai più ricoperto «un ruolo di primaria importanza».

Il pogrom produsse danni enormi i «più gravi furono le reazioni estere». Oltre le relazioni diplomatiche ne risentirono anche i rapporti commerciali e il boicottaggio verso le forniture di ogni tipo di prodotti tedeschi «si intensificò». L'ambasciatore tedesco di Washington scrivendo al ministro degli Esteri descrisse il clima ostile che aveva prodotto il pogrom del 10 novembre. Mentre fin a quel momento l'opinione pubblica era rimasta in silenzio, ora la protesta aperta si verificava fra tutti gli strati sociali, anche fra i «tedeschi americanizzati» e cosa ancor più grave che personaggi di ambienti comunisti e anche antisemiti «comincia ad allontanarsi da noi» e che quella ostilità generalizzata aveva rivitalizzato tanto «il boicottaggio dei prodotti tedeschi [...] che al momento, non si intravedono possibili scambi commerciali».
Oltre a risentirne la diplomazia, fu colpito tutto ciò che fosse «appannaggio degli esportatori, degli esperti in armamenti, e di tutto ciò che aveva a che fare con le valute estere», con quel pogrom «per la prima volta, molti dettaglianti, grossisti e importatori si associarono nel boicottaggio». Furono annullati contratti negli Stati Uniti, Canada, Francia, Inghilterra e Jugoslavia, con un calo del 20 e fino al 30% per le esportazioni tedesche, e cosa inspiegabile per il commercio tedesco: quale ragione stava spingendo anche le imprese "ariane" all'estero a boicottare le imprese "ariane" in Germania. «Nei Paesi Bassi una delle maggiori società di Import-Export, la Stockies en Zoonen di Amsterdam, che fino ad allora aveva rappresentato marchi importanti come la Krupp, DKW, BMW, e la filiale tedesca della Ford, mise fine a tutti i suoi contratti con la Germania e preferì vendere prodotti britannici».

#### Analisi dei danni del pogrom nella riunione del 12 novembre 1938
Due giorni dopo il pogrom, il 12 novembre 1938, Göring indisse «una riunione che doveva valutare i danni e tentare di risolvere il problema». I partecipanti convocati furono: Goebbels ministro della Propaganda, Funk ministro dell'Economia, von Krosigk ministro delle Finanze, Reinhard Heydrich capo del servizio di sicurezza, Kurt Daluege luogotenente generale della polizia d'ordine (la principale forza di polizia della Germania nazista), Ernst Wörmann per il ministero degli Esteri, Hilgard come «rappresentante delle compagnie di assicurazioni tedesche» e «numerose altre personalità interessate».
Göring incominciò il suo intervento con un tono deciso:

Dopo l'introduzione di Göring si diede la parola a Hilgard rappresentante delle assicurazioni tedesche. Le vetrine rotte affermò erano assicurate per sei milioni di Reichsmark e visto che quelle più costose venivano da fornitori del Belgio «bisognava ripagarne almeno la metà in valuta estera», ma l'aspetto non a tutti noto era che quelle vetrine «appartenevano non tanto a commercianti ebrei ma ai proprietari tedeschi degli immobili». Stesso problema per i beni saccheggiati. «A titolo di esempio i danni per la sola gioielleria Magraf erano valutabili in un milione e settecentomila Reichsmark», facendo notare inoltre che il totale dei danni ai soli immobili ammontava a venticinque milioni di Reichsmark mentre Heydrich aggiunse che se si valutava anche «le perdite dei beni di consumo, la diminuzione del gettito fiscale e altri svantaggi indiretti», il danno si aggirava sul centinaio di milioni visto che erano stati saccheggiati ben settemilacinquecento negozi e Daluege puntualizzò «che in molti casi i prodotti non appartenevano ai commercianti ma erano di proprietà dei grossisti tedeschi», prodotti aggiunse Hilgard che bisognava rimborsare. Fu dopo questa analisi che Göring rivolgendosi a Heydrich disse:
Nella riunione furono decise le modalità con cui ripagare i danni considerando tutte le parti in causa:

Nessun compenso per i beni degli Ebrei non assicurati, non sarebbero stati ripagati. I beni loro appartenenti ed eventualmente ritrovati (pellicce, gioielli e altro), non dovevano essere restituiti, ma confiscati dallo Stato.

I beni tedeschi assicurati (vetrine e merci in stock), sarebbero state pagate dalle assicurazioni.

Per i beni degli ebrei assicurati, «le indennità dovute», sarebbero state pagate dalle assicurazioni al Reich e non agli ebrei che avevano subito il danno.

Per quanto riguarda i danni ai locali di ebrei, dovevano provvedere gli stessi proprietari ebrei alle riparazioni «per riportare la via al suo aspetto abituale» con "l'agevolazione" (tramite un ulteriore decreto), che potevano dedurre il costo di quelle riparazioni «dalla loro quota di ammenda di un miliardo di Reichsmark».

Le sinagoghe distrutte, considerate da Göring come non appartenenti alla «proprietà tedesca», «lo sgombero delle macerie fu assegnato a carico delle comunità ebraiche.»

Ai possibili processi che gli Ebrei «avrebbero potuto intentare nei tribunali» ci pensò il ministero della Giustizia «decidendo per decreto che gli Ebrei di nazionalità tedesca non avevano alcun diritto a risarcimento nel complesso dei casi risultanti dagli "incidenti" dell'8-10 novembre». Rimaneva il problema degli Ebrei stranieri per la violenza e i danni subiti potevano usare la via diplomatica, come gli Ebrei degli Stati Uniti che avrebbero potuto «attuare delle rappresaglie», alla riunione Wörmann convenne che era un problema che meritava considerazione.

Ultima questione da risolvere, la più complicata, era quella riguardante gli atti compiuti durante il pogrom che «il codice penale considerava come crimini»: rubati beni, uccisi uomini e violentate donne. La questione fu esaminata circa due mesi dopo quella riunione (dal 13 al 26 gennaio 1939) dal ministro della Giustizia Franz Gürtner e i «giudici delle più alte corti», da lui convocati. Roland Freisler il gerarca più importante dopo Gürtner al ministero, spiegò «che bisognava distinguere tra processi contro i membri del Partito e processi contro coloro che non lo erano». Per la seconda categoria si poteva procedere subito senza però far tanto baccano e non istruendo processi per «fatti minori». Per gli appartenenti al Partito, come fece notare un procuratore, non si poteva processare alcun accusato se prima non fosse stato espulso dal Partito, «a meno di non perseguire le gerarchie: non c'era forse la possibilità di presumere che avessero agito in seguito a un ordine preciso?».

Il Tribunale supremo del Partito si riunirà a febbraio del 1939 per decidere sui «trenta nazisti che avevano commesso degli "eccessi"». Ventisei di quei trenta «avevano ucciso degli Ebrei», ma nessuno di essi venne espulso dal Partito e tantomeno processato nonostante il Tribunale preventivamente avesse «rilevato nei loro confronti motivazioni "ignobili"». I restanti quattro nazisti che avevano violentato alcune donne furono invece prima espulsi dal Partito e poi affidati a «tribunali regolari» per i processi.

#### Conclusioni
La valutazione conclusiva di Hilberg su quel pogrom è che: «La burocrazia tedesca al completo, e con essa la maggior parte dei dirigenti di Partito, di fronte al pogrom voluto da Goebbels, ebbe una reazione di contrarietà e di umiliazione». Alla fine della riunione del 12 novembre 1938, Göring aveva asserito: «Una volta per tutte, voglio eliminare le azioni isolate» e in seguito riaffermò questa sua convinzione ribadendo che gli effetti delle sommosse oltre a produrre «pessimi effetti sull'estero», «liberavano "istinti indegni"».
Ad avviso dello storico, «i pogrom di novembre 1938 furono l'ultima occasione lasciata alla violenza antiebraica per scatenarsi nelle strade tedesche». Nel 1941 quando il ministro della Propaganda prolungò il decreto che ingiungeva «agli Ebrei di portare la stella gialla», fu lo stesso capo della Cancelleria del Partito, Martin Bormann a dare ordini che fosse assolutamente evitato il ripetersi delle «manifestazioni del novembre 1938». Per il NSDAP «sarebbe stata una cosa indegna» se «i suoi membri avessero esercitato violenza su Ebrei presi singolarmente».
Se la stragrande maggioranza dei burocrati era contro quel "genere" di manifestazioni, ad avviso di Hilberg, uno dei motivi principali era che «quel genere di azioni sfuggiva al loro controllo», i pogrom erano "costosi" sotto diversi aspetti e «non servivano a niente». Sia i membri del Partito sia gli altri burocrati erano convinti che le misure contro gli Ebrei non potevano consistere in azioni improvvisate e dilettantistiche: «Le azioni contro gli Ebrei dovevano essere programmate sistematicamente» e tutto in ambito «legale», «vale a dire secondo metodi sperimentati che consentivano di pianificare tutto correttamente e completamente con rapporti, scambi di corrispondenza, e riunioni». 
Gli atteggiamenti degli Ebrei verso gli eccessi del NSDAP ebbero reazioni «assai strane», e secondo Hilberg furono "paralleli" a quelli della burocrazia nazista. Prima che Hitler salisse al potere, gli Ebrei non solo si erano astenuti da ogni «attacco verbale», ma si erano rifiutati di manifestare pubblicamente nelle strade insieme a comunisti e socialdemocratici. Nel 1933 proprio come aveva fatto il cancelliere Franz von Papen «avevano condannato le manifestazioni che avevano luogo all'estero così come la propaganda delle atrocità». L'Unione nazionale dei veterani ebrei ed ebrei assimilazionisti si attaccarono a vicenda e questi ultimi ribadirono la loro fede nella patria tedesca: «Nessuno può contestare la nostra patria tedesca [...] combattendo fino alla vittoria, noi conduciamo una battaglia tedesca, e non egoisticamente ebraica». Gli ebrei tedeschi erano persuasi che nonostante vivessero in tempi difficili la loro esistenza non sarebbe stata messa in discussione: «Possono condannarci alla fame, ma non a morire di fame». La convinzione era che «si può vivere sotto qualsiasi legge» e aspettavano con ansia la pubblicazione di quei decreti che li riguardava e che avrebbe fatto chiarezza sul loro statuto. Già all'inizio di aprile del 1933 quando ci furono i primi boicottaggi verso gli ebrei, la prima propaganda antisemita, le prime violenze, a cui seguirono i primi decreti antiebraici, «tra le due tendenze rappresentative della comunità ebraica si aprì una controversia» in cui fu presa a pretesto, per esprimere le proprie posizioni, una celebre frase dell'eroe di Goethe. Per una tendenza rappresentativa la frase opportuna era: «Se io ti amo, fino a che punto la cosa ti riguarda?», per l'altra, rispose la rivista sionista Judische Rundschau: «Se io ti amo, ciò ti riguarda. Bisogna che il popolo tedesco lo sappia: non è così semplice rompere un'alleanza storica secolare [fra Tedeschi ed Ebrei]». Hilberg fa notare che questi Ebrei si sbagliavano, quell'alleanza «fu rotta. Anello dopo anello, la burocrazia ruppe i legami tra la comunità tedesca e quella ebraica». Avendo perso ogni speranza quella stessa rivista sionista scrisse un appello ai nazionalsocialisti affermando che gli Ebrei tedeschi non erano da ritenersi nemici dello Stato, che speravano e volevano il progresso della Germania, al cui servizio avevano messo e avrebbero continuato a mettere tutte le loro forze.
Nelle loro riviste ufficiali ancora autorizzate per la pubblicazione in Germania, ora che erano state promulgate leggi che li riguardava, si limitavano a dare ai loro lettori un unico e solo consiglio: «eseguire con il rigore più assoluto tutti gli ordini e le direttive ufficiali».

### III. Le strutture della distruzione
Hilberg in questo capitolo interpreta la distruzione degli Ebrei d'Europa spiegando un importante fattore alla base di quella distruzione, distruzione che «apparentemente» potrebbe prestarsi a interpretazioni sbagliate (come per esempio quella di supporre che essa fosse programmata fin dall'inizio dell'era nazista e per cui esistente un piano stabilito ben preciso:

La distruzione degli Ebrei «non corrispondeva affatto a un piano prestabilito», nonostante seguì «uno schema ben definibile». Fu «un processo condotto per tappe successive» in cui ogni tappa risultava essere il risultato delle decisioni prese da diversi burocrati «nell'ambito di una vasta macchina amministrativa».
«Cronologicamente l'evoluzione del processo» di distruzione, è schematizzato da Hilberg in quattro principali tappe:

1°) Definizione

2°) Espropriazione

3°) Concentramento

4°/a) [Sterminio]: Reparti mobili di massacro nei territori sovietici occupati

4°/b) [Sterminio]: Deportazione e operazioni di eliminazione in luoghi prefissati nel resto d'Europa dominata dalla Germania
Nonostante questo sia lo schema di ciò che realmente avvenne per la distruzione degli Ebrei d'Europa, ad avviso di Hilberg, quello schema non fu prestabilito in precedenza come parte di un programma ben definito: 
Per lo storico «la nozione di processo di distruzione» è da tener ben separata da quelle iniziative prese dal Partito nazista ricordate nel II capitolo e definite "azioni isolate". Secondo Hilberg quelle «non avevano un significato amministrativo, non si inquadravano in un programma ufficiale, e non si inscrivevano nella realizzazione di una procedura burocratica».
Per cui anche le sanguinose manifestazioni del 1938, ad avviso dello storico, risultano meno importanti, per il processo di distruzione degli Ebrei, che la definizione stessa di Ebreo: «In realtà essa era di assai maggior portata, perché la definizione della vittima costituiva una condizione preliminare, indispensabile a ogni ulteriore azione». Ad avviso di Hilberg infatti enorme è la differenza fra un pogrom e un processo di distruzione: il primo si estingue con danni materiali e con il recare danno alle persone, senza ulteriori conseguenze; il secondo può anche non recare danni immediati «ma porta sempre con sé delle conseguenze. Ogni tappa contiene in germe la seguente».
Due, ad avviso di Hilberg, i periodi, e due le politiche che avevano contrassegnato il processo che portò gli Ebrei alla distruzione. Gli anni 1933 - 1940 con la soluzione della loro emigrazione in un altro paese extraeuropeo; e gli anni 1941 - 1945 con la soluzione finale, lo sterminio. «Questo cambiamento di orientamento non comportò rotture nella continuità del processo di distruzione». Le prime tre tappe: definizione, espropriazione e concentramento erano tutte da mettere in relazione alla emigrazione degli Ebrei (Hilberg lo illustra con uno schema a p. 52) ragion per cui la quarta tappa (lo sterminio) fu la conseguenza dalle tre precedenti. Nel frattempo per mettere in atto la tappa dello sterminio si dovevano «mettere da parte «i vecchi principi della procedura legale, con tutte le loro esigenze», una «logica amministrativa» che potesse agire «senza ostacoli» e per cui doveva essere creato «un clima» che potesse «mettere da parte progressivamente il modus operandi del formalismo scritto». Cosa che in effetti secondo Hilberg accadde. Sul come avvenne la transizione «dalla legislazione pubblica» alle «operazioni segrete», viene schematizzato dallo storico in nove «stadi» : Leggi; Decreti applicativi; Ordinanze o regolamenti delle autorità ministeriali o territoriali; Misure annunciate alla popolazione in esecuzione delle leggi e dei decreti; Misure annunciate da funzionari locali in vista di mere necessità presunte; Direttive scritte non pubblicate; Ampie deleghe di potere ai subordinati, non pubblicate; Direttive e autorizzazioni orali e Accordi impliciti e generalizzati tra i funzionari, sfocianti in decisioni prese senza ordini precisi né circolari esplicative.
In tutte le tappe che portarono allo sterminio, «l'ampiezza del compito» doveva impegnare un apparato di grandi dimensioni. «L'apparato amministrativo tedesco» con Hitler come capo indiscusso, era composto da «quattro gerarchie distinte»: 1. La burocrazia ministeriale; 2. Le forze armate; 3. L'economia; 4. il Partito. (da p. 55 a 59, Hilber schematizza in quattro tabelle tutti i gerarchi delle quattro gerarchie più una quinta tabella dedicata a "l'apparato regionale").
Nonostante «le diverse origini storiche dei quattro apparati» (Hilberg rileva che l'amministrazione civile e l'esercito erano stati considerati da sempre, pilastri dello Stato tedesco; che l'economia e il mondo degli affari assunse un ruolo politico solo nel XIX secolo e che il Partito era un'istituzione relativamente nuova nello Stato tedesco. Tutte però con una burocrazia attiva e organizzata), e nonostante gli interessi diversi e contrastanti dei quattro apparati, «essi poterono mettersi d'accordo per decidere la distruzione degli Ebrei, e la loro cooperazione fu così completa, che abbiamo il diritto di affermare che si fusero in un'unica macchina di distruzione»
Questi diversi apparati dello Stato tedesco, furono impiegati nei seguenti ruoli:
La burocrazia dei ministeri «con i suoi funzionari civili»: furono i principali responsabili nell'applicazione delle misure antiebraiche con decreti e regolamenti. I primi a definire il «concetto di "Ebreo"». Organizzarono l'espropriazione dei beni e il concentramento nei ghetti. Ebbero il primato nell'aver dato inizio all'intero processo di distruzione. La loro amministrazione civile avrebbe giocato un ruolo fondamentale anche «in seguito» con misure antiebraiche più severe e «più radicali». «I burocrati del ministero degli Esteri» sarebbero stati gli attori principali nel negoziare «con diversi stati dell'Asse» la deportazione e l'internamento nei centri di sterminio degli Ebrei di quei territori. L'amministrazione delle ferrovie, da parte sua, svolse un ruolo fondamentale nel trasporto degli Ebrei verso i ghetti e i centri di concentramento e sterminio.
L'esercito e i suoi soldati, dopo l'entrata in Guerra della Germania, con il controllo dei territori dell'Europa occidentale e orientale, svolse un compito fondamentale nella distruzione degli Ebrei. Non solo «le unità combattenti e i servizi dell'esercito» furono attivi esecutori delle misure antiebraiche, al loro avviamento verso i campi di sterminio e parte attiva nei massacri affidati alle unità mobili.

L'industria e la finanza da parte loro ebbero un importante ruolo nelle espropriazioni, nel lavoro coatto e perfino «nel funzionamento della camere a gas».

Il Partito oltre a essere il principale agente nei rapporti che riguardavano Tedeschi ed Ebrei, i mezzi-Ebrei, gli Ebrei che avevano un coniuge ariano, radicalizzando la questione; si contraddistinse per il suo braccio militare, ovvero le SS che con la polizia del ministero dell'Interno portarono a termine le più famigerate «operazioni di massacro».

Dall'esperienza di ognuno dei quattro apparati si mutuarono diverse "qualità" per l'efficienza della macchina di distruzione:

I funzionari civili apportarono agli altri operatori di distruzione «le loro previdenti abitudini organizzative e la loro miracolosa coscienza burocratica».

Dall'esercito "la macchina" acquisì disciplina, precisione e «imperturbabilità militare».

L'economia e il mondo degli affari influenzò gli altri apparati con l'importanza della contabilità, con le «più piccole economie» e perfino sulla «efficacia tecnica dei centri di sterminio», fatti funzionare «sul modello delle fabbriche» più produttive

Il Partito d'altronde funse da "ideologo" per tutti gli altri apparati. Dal Partito impararono l'«idealismo», lo «spirito di missione» e «l'idea che si "faceva la Storia"».
In conclusione la distruzione degli Ebrei d'Europa fu imputabile «a una vastissima macchina operativa» che «crebbe passo dopo passo» sia per le decisioni sia per la loro applicazione. Per la distruzione non fu «creato né un organismo specifico, né fissato un budget particolare», ogni settore, ogni apparato doveva trovare internamente ogni possibile mezzo richiesto «per portare a compimento il proprio compito».

### IV. Definizione a mezzo decreto
Fu un decreto-legge a stabilire l'esatta definizione di "Ebrei" e di chi a quel gruppo era appartenente.
Un processo di distruzione, «consiste in un susseguirsi di misure amministrative, che devono riguardare un gruppo ben definito», e la burocrazia tedesca aveva già individuato negli Ebrei, il loro bersaglio. Ma «cos'erano con esattezza gli Ebrei e chi faceva parte di quel gruppo?». Solo il ministero dell'Interno, come qualificato organismo preposto a trattare «problemi dell'amministrazione generale» poteva compiutamente dare risposta a quella domanda per cui si era impegnato a studiare una soluzione ad un problema che in tutti i casi doveva avere "una base legale". Il ministero dell'Interno comunque non fu il solo a impegnarsi in tal senso, organi del Partito e dello Stato erano molto interessati a dire la loro sulla questione e cercare una soluzione a un dilemma che aveva avuto precedenti storici fallimentari. Nel 1890, per esempio, ci aveva provato Hellmut von Gerlach un antisemita di un gruppo di sedici parlamentari al Reichstag che nelle sue memorie scrisse che se il suo gruppo aveva fallito nel proporre «una legislazione antisemita» il motivo risiedeva nel fatto di «non essere riuscito a trovare una definizione, giuridicamente utilizzabile, del concetto di Ebreo». Mentre gli antisemiti «ripetevano a memoria il motivo»:

Was er glaubt einerlei

In das Rasse liegt die Schweinerei

ovvero:

Ciò che crede non fa differenza

perché il male è nella razza
si accorsero ben presto che il problema era difficile: come poteva essere definita legalmente una razza? gli stessi antisemiti che «continuavano a maledire gli Ebrei» non erano riusciti a mettersi d'accordo sulla pur minima definizione che potesse avere anche una parvenza di legalità, per cui continuarono a non presentare nessuna legge specifica sugli Ebrei. Il massimo che si realizzò nel 1920, secondo le memorie di Gerlach, fu un minimo e generico: potevano appartenere alla comunità tedesca le persone di «sangue tedesco, senza considerazione della fede religiosa».
Lo stesso problema riscontrato dai «vecchi antisemiti» di Gerlach e dai nazisti «della prima ora» fu riscontrato anche dal ministero degli Interni quando si accinse a risolverlo. «Ma applicando al problema la loro logica sistematica, i burocrati riuscirono presto a trovare una soluzione».
Il 7 aprile 1933 con un decreto si era stabilito che potevano essere licenziati i «funzionari di "ascendenza non ariana"» e qualche giorno dopo, ovvero l'11 aprile veniva definito con un regolamento chi fossero gli individui di «ascendenza non ariana»: «tutte le persone che contavano uno o più Ebrei fra i loro genitori o i loro nonni; il padre o la madre, la nonna o il nonno erano presunti Ebrei per il fatto di appartenere alla religione giudaica». Quella formulazione del ministero era stata studiata in modo tale che nessuno potesse accusarlo «di andare contro le dichiarazioni del programma del Partito». Si stava suddividendo la popolazione tedesca in due categorie gli ariani e i non ariani. Negli ariani tutte le persone che non avevano, almeno per due generazioni, nessun'«ascendenza ebraica» e nei non ariani gli Ebrei o i cristiani con un genitore o un nonno Ebreo. Hilberg fa notare che quella definizione non si basava minimamente su «criteri razziali» e anche se la propaganda nazista e in diverse nazioni si parlò di leggi razziali, in effetti il solo «criterio distintivo» fra gli "ariani" e "non ariani" era la religione. Religione, fa notare Hilberg, che non riguardava direttamente colui che veniva preso in considerazione, «ma quella dei suoi discendenti». Quello che più preoccupava i nazisti infatti, ad avviso di Hilberg, non era l'Ebreo con tutte le sue supposte differenze somatiche, ma l'«influenza ebraica».
L'Arierparagraph, ovvero il termine tedesco con cui era conosciuta quella definizione del 1933, non fu immune da critiche. Fuori della Germania gli stessi termini ariano e non ariano ebbero «una risonanza razzista» e diverse nazioni, come per esempio il Giappone, si offesero per una definizione che di fatto «sottointendeva un'inferiorità dei non ariani». Nonostante questo preoccupasse i nazisti per i loro interessi in Estremo Oriente, non fu trovata nessuna soluzione al problema, anche se i diplomatici tedeschi tentavano di spiegare che con quella definizione si voleva distinguere «tra i tipi razziali» anziché «le qualità razziali», e che «il "tipo" razziale includeva particolarità fisiche e spirituali; la politica tedesca non aveva altro scopo che di permettere a ciascuno di svilupparsi secondo la propria vocazione». Spiegazione non molto convincente per quei paesi orientali che considerati come "non ariani" si trovavano di fatto collocati nel "contenitore" degli Ebrei, e come tali, al loro stesso livello.
Un ulteriore problema «risultava dal principio stesso della definizione». Per quella definizione "non ariani" erano non solo gli Ebrei puri (con quattro nonni ebrei) ma anche «gli Ebrei per tre quarti, per metà e per un quarto», per evitare ogni confusione quindi era impellente «definire con molta esattezza chi era o non era un "Ebreo"». Già dall'inizio del 1935 i nazisti erano interessati alla risoluzione del problema che fu discusso in una riunione fra il capo della sezione medica del Partito, dottor Wagner; il capo della sezione politico-razziale dottor Gross e 
il dottor Blome in quel tempo segretario dell'Associazione medici nazisti. Blome si era opposto «all'idea di uno statuto speciale per gli Ebrei "parziali". Rifiutando di prendere in considerazione una "terza razza». La sua proposta fu quella «di riconoscere come Tedeschi tutti gli Ebrei "per un quarto", e di considerare tutti gli Ebrei "per metà o per tre quarti" come se fossero "puri"», la sua convinzione espressa in seguito fu: «è risaputo che tra i mezzi-Ebrei i geni ebraici sono dominanti». Le opinioni di quella riunione furono anche quelle a cui si adattò il Partito nonostante il ministero dell'Interno «continuava a redigere le definizioni decisive».
(p. 68)
La svolta si presenta «in occasione del congresso annuale del Partito a Norimberga». Il 13 settembre 1935 infatti è Hitler stesso che ordinò di preparare in due giorni un decreto con un titolo ben specifico: Legge per la protezione del sangue e dell'onore tedeschi.
Furono convocati con la massima urgenza, e giunsero in aereo a Norimberga, due burocrati del ministero dell'Interno, Franz Albrecht Medicus e Bernhard Lösener. Al loro arrivo, furono accolti presso la sede della polizia da due alti burocrati del ministero dell'Interno, ambedue segretari di Stato (Staatssehretare, Hilberg fa notare: «la funzione più elevata di un funzionario del ministero»), Wilhelm Stuckart e Hans Pfundtner; dal Ministerialrat Hanns Seel, capo dipartimento del ministero degli Interni; dal rappresentante di Rudolf Hess come delegato di Hitler, Ministerialrat Sommer e da altri diversi personaggi che stavano da tempo lavorando a «quel progetto di legge». «Facevano da spola, con le redazioni che si susseguivano, tra il posto di polizia e la residenza di Hitler» lo stesso ministro dell'Interno Wilhelm Frick e il Reichsärztführer dottor Gerhard Wagner [direttore dell'autorità medica nazista e fanatico antisemita]. Nonostante «il testo non definiva nessuno dei termini utilizzati», per la legge non esistevano più i "non ariani", ma gli Ebrei. Proibiti, i matrimoni e le relazioni sessuali fra cittadini di sangue tedesco ed Ebrei; gli Ebrei non potevano assumere cittadini tedeschi sotto i quarantacinque anni; divieto per gli Ebrei «di avvicinarsi alla bandiera del Reich». Il 14 settembre, dopo una visita a Hitler, il ministro Frick dette ordini al suo staff ormai «stremato» di redigere immediatamente un progetto di legge sulla cittadinanza nazionale. Alle due e mezzo del mattino del 15 settembre, per un lavoro iniziato la sera prima, si era concluse finalmente l'ultima stesura della bozza della legge sulla cittadinanza. Bozza che prevedeva «una nuova differenziazione»: Tedeschi ed Ebrei parziali da una parte, ed Ebrei "puri" dall'altra. Ma questa "differenza" non piacque a Hitler che «cancellò subito l'articolo» 
Il dottor Stuckart, Staatssekretär, e il dottor Lösener, suo esperto per le questioni ebraiche, avevano redatto il testo. Stuckart, che all'epoca aveva trentatré anni, era un giovane impiegato. Nazista convinto, vedeva in Hitler l'incarnazione del destino della Germania, ed era considerato un uomo di Partito. «Nazista» e «uomo di Partito» sono due termini che corrispondono a differenti realtà. Tutti venivano supposti nazisti ed erano considerati tali, a meno di non dichiararsi volutamente in modo diverso. Ma non tutti erano «uomini di Partito»; con questa espressione si designava solo colui che deteneva una posizione nel Partito, che doveva la sua carica pubblica al Partito, o ancora, che rappresentava gli interessi del Partito nei contrasti che potevano sorgere con le altre gerarchie. Stuckart era membro del Partito (e anche , a titolo onorario, delle SS); aveva avuto accesso alle sfere del potere più rapidamente di altri, e sapeva perfettamente, quale fosse la volontà del Partito. Ma tuttavia, a proposito della definizione di Ebreo, rifiutò di seguirne la linea»
(p. 69)
Lösener, da parte sua, era giunto al ministero dell'Interno proveniente da tutt'altro settore, l'amministrazione delle dogane. Ma nonostante la sua mancanza di conoscenza sulle questioni ebraiche, «stava redigendo o aiutando a redigere ventisette dei decreti antiebraici». Hilberg, fa notare con una certa ironia, che quei tipi «di "esperti" di problemi ebraici» (come Lösener), era facile incontrarli anche in altri ministeri, quello delle Finanze, del Lavoro, degli Esteri e in altri numerosi «organismi ufficiali». Data l'urgenza con cui fu richiesto quel decreto, il testo finale «riprese, in sostanza, le conclusioni di un rapporto di Lösener, datato I° novembre 1935». Siccome il problema principe era quello dei mezzi-Ebrei, «Lösener scartava la soluzione proposta dal Partito, vale a dire l'assimilazione completa del mezzo-Ebreo agli Ebrei puri». Una delle sue argomentazioni, fra le altre, sosteneva che il mezzo-Ebreo era più pericoloso dell'Ebreo puro per il fatto che un mezzo-Ebreo possedeva oltre alle proprie caratteristiche di Ebreo, anche diverse caratteristiche germaniche. Alla fine Lösener proponeva (proposta che fu inclusa «nel primo regolamento di applicazione della legge sulla cittadinanza del Reich, promulgata il 14 novembre 1935») di considerare Ebrei puri solo i mezzi-Ebrei praticanti della fede giudaica, oltre «quelli o quelle che avevano sposato un Ebreo o una Ebrea».

«Nella sua forma definitiva», la classificazione dei nei «non ariani», fu così categorizzata:

- Ebrei che:

1) «avevano almeno tre nonni ebrei» (ovvero di nonni ebrei puri o nonni ebrei per tre quarti).

2) «avevano due nonni ebrei» («caso dei mezzi-ebrei») che: a) alla data del 15 settembre 1935 «appartenevano alla comunità religiosa giudaica»; b) al 15 settembre 1945 erano già sposati a un ebreo o ebrea o stavano in procinto di contrarre matrimonio; c) «erano nati da un matrimonio in cui uno dei due partner» era ebreo puro o per tre quarti (se il matrimonio era avvenuto sempre dopo il 15 settembre 1935, ovvero dopo che la legge sulla protezione del sangue e dell'onore tedesco era entrata in vigore); d) erano figli illegittimi nati da una relazione extraconiugale dopo il 31 luglio 1936 in cui uno dei due «fosse stato ebreo puro o per tre quarti».

- non ebreo, ma «incrociato con l'ebreo», era classificata ogni persona che:

1) aveva due nonni ebrei («caso dei mezzi-ebrei») ma che: a) «al 15 settembre 1935 non apparteneva più alla fede giudaica» o che già da tempo si fosse dissociato; b) al 15 settembre 1935 «non era sposato con un ebreo o un'ebrea (o aveva cessato di esserlo), e non avrebbe contratto una simile unione». I mezzi-ebrei di questa categoria «furono denominati» Mischlinge di primo grado.

2) aveva un solo nonno ebreo, denominati Mischlinge di secondo grado.

I Mischlinge di primo e secondo grado, fu una qualificazione aggiunta in seguito dal ministero dell'Interno, questa non era contemplata nel decreto del 14 settembre 1935.
Praticamente Lösener aveva suddiviso la categoria dei "non ariani" in "ebrei" e "Mischlinge". Hilberg fa notare che grazie a questa suddivisione e con quel decreto, «i Mischlinge poterono sfuggire al processo di distruzione». Nonostante fossero considerati "non ariani" e come tali soggetti a tutte le altre leggi e decreti che riguardavano i "non tedeschi", le misure che in seguito portarono alla distruzione colpirono solo gli ebrei, risparmiando i Mischlinge.
La definizione di Lösener ad avviso di Hilberg metteva ben evidenza «certi aspetti della mentalità nazista». Il testo finale del decreto (come il precedente) si fondava sull'ascendenza, ovvero «sullo statuto religioso dei nonni». Tale decreto venne applicato sia a non ariani sia agli stessi ariani soprattutto quando si trattava di prendere in considerazione candidati a cariche pubbliche o a incarichi nel Partito. Questi dovevano dimostrare tramite un dossier genealogico di essere tedeschi con la produzione di sette certificati: «certificato di nascita o di battesimo personale, certificati dei due genitori, certificati dei quattro nonni». Fin dall'inizio degli anni trenta era nata in Germania la nuova professione di «genealogisti di fiducia». Il ministero dell'Interno pensò di esigere da tutti i funzionari, comprese le loro mogli «la prova di purezza della loro ascendenza», da parte sua il ministero della Giustizia «la richiese vidimata da notai», per il Partito esisteva addirittura un «Ufficio genealogico del Partito». Tutte le burocrazie che esaminavano i dossier dei loro appartenenti dovevano decidere se la persona fosse: Tedesco, Mischlinge o Ebreo. In quel tempo ci furono diversi processi per stabilire l'effettiva appartenenza a un gruppo. A diversi Mischlinge conveniva scalare di grado e dimostrare la loro appartenenza a Mischlinge di secondo grado (anziché al primo, gruppo più discriminato) o a Mischlinge di secondo grado Tedesco o di Mischlinge di primo grado Tedesco. «La decisione, denominata Befreiung (liberazione), poteva assumere la forma di "pseudoliberazione" (unechte Befreiung) o di una "vera liberazione" (echte Brefeiung)». Anche se alcuni, come il Partito e ambienti della polizia, fecero pressione per abolire questa "terza razza" e riclassificare i Mischlinge di secondo grado come Tedeschi e quelli di primo come Ebrei, non ebbero successo. Per cui «la definizione elaborata di Lösener [...] costituì la base della classificazione per tutta la durata del processo di distruzione», e anche se le nazioni sotto il dominio tedesco e alleate usarono criteri diversi per "la classificazione" degli Ebrei, «l'ispirazione fondamentale di quei primi decreti non fu mai messa in causa».
In definitiva, le diverse categorie e le definizioni del decreto si presentavano in questo modo (lo schema seguente è di Hilberg):
Erano non ariani:
- Mischlinge di secondo grado:

Persone che avevano soltanto un nonno ebreo
- Mischlinge di primo grado:

Persone che avevano due nonni ebrei, ma che non

erano di fede giudaica e non avevano congiunti

ebrei alla data del 15 settembre 1935
- Ebrei:

Persone che avevano due nonni ebrei, che erano

di religione giudaica, o avevano un congiunto

ebreo alla data del 15 settembre 1935; e persone

aventi tre o quattro nonni ebrei

### V. L'espropriazione
Al primo stadio del processo di distruzione ci fu, come abbiamo visto, una serie di definizioni che potevano servire a individuare chiaramente «il bersaglio che ora si poteva colpire a volontà». Nella tappa successiva, nel mirino dell'«apparato di distruzione» l'obiettivo fu: «la ricchezza» degli Ebrei.
Questo importante stadio sulla strada distruzione viene da Hilberg così argomentato:

(p. 81)
L'amministrazione burocratica e i settori dell'economia furono i primi organismi ad avere in questo, un ruolo fondamentale (Hilberg elenca tutti i personaggi coinvolti, in cinque tabelle riguardanti: il Consiglio del Piano dei quattro anni, il Ministero delle Finanze, il Ministero dell'Economia, il Ministero del Lavoro e il Ministero dell'Alimentazione e dell'Agricoltura).

#### i licenziamenti
Hilberg fa notare, con una certa ironia, che «le prime misure di espropriazione» furono rivolte contro quella che Hitler aveva definito in un discorso: «potenza satanica» che aveva «occupato tutte le posizioni chiave della vita scientifica e intellettuale, così come di quella politica ed economica, e, dall'alto di quelle posizioni, controllava tutta la nazione», e quindi i primi provvedimenti di ordine economico furono rivolte verso Ebrei che lavoravano con qualsiasi tipo di incarico (di piccola o grande responsabilità) presso «le quattro gerarchie dirigenti della Germania nazista», peccato che nel 1933 tutti gli Ebrei in Germania (Ebrei "puri" e Mishlinge) contavano appena 600 000 persone, ovvero l'1 per cento del totale degli abitanti, mentre 5 000 erano i "non ariani" impiegati «nella funzione pubblica» e che rappresentavano solo lo 0,5 per cento di tutti gli impiegati nelle funzioni pubbliche.
Questi, per una legge (risanamento della funzione pubblica) promulgata il 7 aprile 1933 a firma di Hitler, Frick (ministro dell'Interno) e Krosigk (ministro delle Finanze), persero il lavoro. Ma un'altra burocrazia nazista, il Partito, fece la sua parte prendendosela «agli inizi del marzo 1933» con i giudici ebrei in particolar modo quelli che trattavano cause penali. Come conseguenza diversi responsabili della Giustizia di diversi Länder «incominciarono a trasferire» i magistrati ebrei «nei tribunali di diritto civile»
o a convincerli «a chiedere un congedo senza limiti di tempo». Mentre si trovavano ulteriori escamotage per estromettere e licenziare gli Ebrei dalle «strutture amministrative», «Hitler intervenne di persona per esigere il licenziamento su scala nazionale di tutti i funzionari ebrei».
Paul von Hindenburg, presidente del Reich, protestò per tali licenziamenti e lo fece scrivendo una lettera a Hitler il 4 aprile 1933. Scriveva, come si potevano indurre persone con un «dossier amministrativo esemplare» al congedo e al licenziamento per la sola ragione che erano di ascendenza ebraica? Intollerabile che si trattassero in quel modo anche i funzionari invalidi di guerra e non solo. A suo avviso «giudici, procuratori, insegnanti e gli altri funzionari invalidi di guerra, vecchi combattenti del fronte, figli o padri di soldati caduti in battaglia, dovevano conservare il loro posto. Se si erano mostrati degni di combattere e di donare il loro sangue per la Germania, erano ancora degni di servirla». Hitler rispose il giorno dopo, il 5 aprile con una missiva considerata storicamente la più lunga scritta «sulla questione ebraica a titolo di cancelliere e Führer». Hitler nella sua lettera di risposta ii cui «tono [fu] violento», si giustificò adducendo la sua posizione a due ragioni: Gli Ebrei, avevano escluso da tempo i Tedeschi, visto che occupavano «uno spazio enorme all'interno delle professioni giuridiche e mediche», e che lo Stato tedesco era indebolito da quel «corpo estraneo» che era consacrato essenzialmente agli affari, ricordando a Hindenburg che anche nel corpo militare degli ufficiali, gli Ebrei erano stati da sempre esclusi. Nonostante queste argomentazioni promise al Presidente (ne aveva già parlato con il ministro dell'Interno, Frick), che avrebbe emanato «una legge che avrebbe impedito all'arbitrio individuale di scatenarsi nelle procedure di licenziamento», tenendo conto non solo dei meriti di guerra ma anche della condotta esemplare tenuta da quelle persone nello svolgere le proprie mansioni di funzionari. La legge emanata qualche giorno dopo, intanto «stabiliva il collocamento a riposo coatto per i funzionari non ariani» sia nel Reich sia nei Länder, e poi che le disposizioni applicate per i non ariani «non si applicavano», a coloro che erano stati nominati prima del 1º agosto 1914, a coloro che avevano preso parte nella guerra mondiale nell'esercito tedesco o alleato, e tanto meno «a coloro i cui padri o figli fossero morti in uno di quegli eserciti». Il decreto legge aggiungeva inoltre, che le persone delle suddette categorie in seguito messe e che potevano dimostrare almeno dieci anni di servizio, «avrebbero avuto diritto a una pensione». Hitler come si espresse in una seguente riunione con presidenti e responsabili dei Länder, disse che quella legge teneva conto sia delle richieste di Hindenburg sia delle «reazioni dell'estero».
Hilberg fa notare che nonostante questa legge recasse agli Ebrei «un danno reale», era da considerarsi una misura «relativamente moderata», "prudente", che ancora una volta dimostrava come il processo di distruzione fosse un processo a tappe e «in continuo sviluppo, che cominciò con la prudenza e finì con uno scatenarsi di efferatezza senza limiti». Le vittime non rimanevano nell'identica condizione per lunghi periodi, le condizioni cambiavano sempre in peggio. Questo è anche quello che accadde con la legge sui licenziamenti. All'inizio applicata, venne ben presto messa da parte, e i funzionari che prima erano in qualche modo "protetti", persero ben presto il loro lavoro e sempre per quella stessa legge, in cui un paragrafo parlava di «semplificazione dell'amministrazione».
Fu comunque il decreto del 14 novembre 1935 che con la definizione di Ebreo di fatto ne «ordinò il licenziamento» prima del dicembre di quello stesso anno, garantendo «il diritto alla pensione di solo coloro che avevano combattuto al fronte durante la guerra del 1914».
Quindi intanto gli Ebrei erano stati esclusi «dalla funzione pubblica», mentre il diritto alla pensione era per il momento stato conservato per alcune categorie che Hilberg illustra a p. 87 con la tabella V/6. Ma nel 1939 su suggerimento di Pfundtner al capo della Cancelleria del Reich Lammers, fu ideata «una regolamentazione complessa che consentiva di ridurre le pensioni versate agli Ebrei». Il ministro delle Poste Ohnesorge considerò indesiderabile «imporre all'apparato amministrativo carichi supplementari sul conto degli Ebrei», anche perché a suo avviso gli Ebrei ancora in Germania che «si trascinavano senza far niente», «sarebbero stati incarcerati in luoghi di detenzione preventiva» per tutta la durata della guerra.
Hilberg fa notare che anche questi commenti mostravano «con quale prontezza la burocrazia, persino quella del ministero delle Poste, potesse immaginare soluzioni radicali a problemi così modesti come quello delle indennità di pensione».
Furono colpite anche «le professioni non legate al funzionariato», cosa che accadde ai «medici associati al sistema di assicurazione contro le malattie». Il decreto colpì infatti circa 2 000 medici non ariani; non molto tempo dopo, ad essere colpiti furono anche i dentisti e gli odontotecnici. Ulteriori regolamenti proibirono inoltre ai fisici non ariani di supplire quegli ariani, furono vietate anche ai non ariani le consulenze «ai praticanti ariani», fino all'abolizione dei gruppi misti. Gli studenti universitari non ariani furono privati delle borse di studio, gli avvocati non ariani che esercitavano in proprio «potevano essere radiati dalla funzione». Chi invece era al servizio di un'impresa, l'ulteriore regolamento specificava che la radiazione era motivo ai datori di lavoro di rescindere il contratto. Nelle forze armate, fu tutto più semplice e a Hitler bastò firmare (con il ministro dell'Interno Frick e il ministro della Guerra von Blomberg) il decreto del 21 maggio 1935 che decretava: «la discendenza ariana era indispensabile per il servizio attivo», prevedendo eccezionalmente l'utilizzo dei non ariani solo in tempo di guerra.
Il Partito da parte sua, non aveva bisogno di epurare nessun Ebreo, visto che gli Ebrei non avevano mai fatto parte di esso, ma influenzò invece «gli Ebrei impegnati nelle professioni artistiche». Josef Goebbels, ministro della Propaganda, il 22 settembre 1933 istituì, sotto la sua espressa direttiva, la "Camera della Cultura del Reich" (Reichskulturkammer) «che si articolava in camere specifiche per la letteratura, la stampa», la radio, il teatro, la musica, le arti plastiche e il cinema».
Nessuno poteva esibirsi in pubblico senza l'iscrizione alla Camera della Cultura, che poi a suo insindacabile giudizio poteva escludere chiunque avesse giudicato inadatto. Gli Ebrei furono quindi man mano «soppiantati», anche se «formarono la loro Kulturbund» che gli permetteva di presentare le loro opere musicali o teatrali solo al pubblico ebraico.

Un ulteriore decreto inoltre datato il 4 ottobre 1933 «ingiungeva ai quotidiani di cacciare i loro editori non ariani».
Nelle chiese, organisti e pastori furono oggetto di «ampie discussioni». Il pastore Martin Niemöller propose che gli ariani non potessero ricoprire posizioni importanti, e in seguito l'arcivescovo Otto Dibelius basandosi sulla legge di cittadinanza (i cittadini erano i soli ariani), dispose che fossero ordinati al ministero della Chiesa solo "i cittadini". Inoltre quando la Chiesa chiamò i pastori a fornire le prove della loro discendenza ariana, quasi tutto il clero si presentò.
Ma fu nel campo dell'economia, ad avviso di Hilberg, che «il processo di licenziamento» fu molto ampio per cui risulta davvero «interessante per lo sguardo storico». Nel campo dell'economia gli Ebrei si sentivano sicuri visto che non esisteva un'amministrazione centralizzata che nella burocrazia tedesca potesse ordinare contemporaneamente alle diverse imprese di licenziali, «non immaginando che organismi non statali potessero prendere parte al processo di distruzione senza essevi costretti».

Non fu proprio così, e Hilberg lo illustra con quello che avvenne, per esempio, alle industrie chimiche I.G. Farben.

Uno dei principali uomini influenti della Farben era il dott. Carl Von Weinberg, tanto conosciuto che la città di Francoforte sul Meno che gli aveva dato i natali, gli aveva dedicato una strada. Secondo le testimonianze raccolte da Hilberg, il noto industriale non aveva nessun'intenzione di abbandonare la sua azienda, ma il regime nazista gli espropriò ogni bene e Von Weinberg fu costretto a lasciare la patria e «morì in esilio «nella Roma fascista». La sorte che toccò a tutti gli ebrei dipendenti dalla Farben, non fu diversa, vennero tutti licenziati, e «quasi tutti prima del 1937».
Nel settore dell'economia le imprese dovevano affrontare due problemi: «i contratti di impiego» e «i problemi di efficienza». Sorse quindi un problema giuridico analizzato da parte di molti tribunali «perché nessun decreto obbligava i datori di lavoro a licenziare il proprio personale ebreo e nemmeno li liberava dagli obblighi contrattuali verso i dipendenti». Ma una decisione del Tribunale del Reich dimostra, secondo Hilberg, «fino a che punto poterono arrivare quelle presunzioni giuridiche». Quando infatti una società cinematografica ruppe il contratto con un regista ebreo, fu invocata da parte della società «una clausola del contratto che prevedeva la cessazione» in caso di «malattia, morte o cause similari che mettessero il regista nell'impossibilità di lavorare», il Tribunale del Reich giudicò la clausola «incontestabilmente applicabile» secondo la seguente motivazione: le «caratteristiche razziali» del richiedente equivalevano a una malattia o alla morte.
(p. 91)
Nonostante la convinzione «ben salda» che la qualità del lavoro degli Ebrei «era perfetta», tanto da essere «addirittura insostituibili in certi posti - per esempio nelle relazioni di rappresentanza all'estero», ciò che aveva spinto diverse società come la stessa I.G.Farben a trasferire il personale ebreo alle loro agenzie estere, tutte le grandi società decretarono una «riduzione progressiva» dei collaboratori ebrei all'estero. La burocrazia ministeriale fece la sua parte, il ministero dell'Interno all'inizio del 1938 tramite decreto definì «l'espressione "impresa ebraica"» e con cui di fatto si stabiliva «la base giuridica» per trasferire le imprese ebraiche ai «nuovi proprietari tedeschi». Un'altra tappa peggiorativa per gli Ebrei fu raggiunta dal successivo decreto del 12 novembre 1938 a firma di Göring, che ordino alle imprese tedesche di licenziare prima della fine di dicembre di quello stesso anno, «tutti i loro amministratori ebrei».
Hilberg fa notare che «il primo stadio dell'espropriazione consistette nel togliere di mezzo, lentamente ma completamente, gli Ebrei mediante differenti ingranaggi della macchina della distruzione». Nella logica nazista: «prima di dominare gli Ebrei bisognava ovviamente estirpare il loro "dominio"». I decreti e la loro applicazione, nota lo storico, mise «fuori combattimento» dolo poche migliaia di Ebrei, mentre non furono per il momento toccate quelle che dai nazisti erano considerati «i principali centri del potere» ebraico, «il simbolo ebraico dello sfruttamento» ovvero  le imprese ebraiche autonome che comprendeva oltre «le miriadi» di «piccoli esercizi commerciali» le società che potevano essere considerate «grandi imprese d'affari».

#### L'arianizzazione
Prima del 1933 i «lavoratori indipendenti (autonomi)» ebrei erano il 46 per cento, mentre fra i tedeschi autonomi si contava solo il 16 per cento. Le piccole imprese degli ebrei annoveravano commercianti al dettaglio, commercianti all'ingrosso di metalli e alimentari, esperti in transazione immobiliari, intermediari in scambi bancari oltre che in professioni mediche e giuridiche. Già prima dell'«arrivo di Hitler» in settori come l'industria e il commercio soprattutto commercio di metalli e attività bancarie «la quota degli Ebrei tendeva già a diminuire». Ciò che attendeva queste piccole imprese era o la liquidazione o l'arianizzazione. Se "liquidata", l'azienda spariva. Le arianizzazioni furono invece praticate in due forme. Quelle "volontarie" (da gennaio 1933 a novembre 1938) così chiamate perché il venditore ebreo "volontariamente" vendeva la sua azienda trasferendone la proprietà a un tedesco, e quelle "forzate" (a partire dal 1938) in cui i proprietari ebrei, per ordine dello Stato, erano costretti a vendere. Chiaro che anche le "vendite volontarie", sotto il nazismo non erano tali.
(p. 93 e 94)
Un esempio significativo del clima di quelle "negoziazioni" è offerto da ciò che accadde in Austria. In Austria ci fu un'importante negoziazione che vide protagonisti la Creditanstalt (Osterreichische Kreditanstalt), dei Rothschild e la tedesca I.G.Farben. La questione riguardò una filiale della Creditanstalt, la Pulverfabrik, della quale l'I.G. Farben pretendeva acquistarne la maggioranza con il 51 per cento, offerta che la Creditanstalt rifiutò. Gli incontri comunque proseguirono e un mese prima dell'anschluss, ovvero nel febbraio 1938, la Creditanstalt accettò una fusione che di fatto lasciava la direzione di tutta l'operazione in mano tedesca. Nonostante fosse tutto prestabilito, l'accordo fu congelato «per l'entrata delle truppe tedesche in Austria». Dopo l'annessione dell'Austria alla Germania, l'amministratore delegato della Creditanstalt, «venne caricato in macchina dalle camicie brune (SA) in uniforme e gettato in corsa dalla portiera durante il trasferimento», una sorte simile spettò a Isidor Pollack, direttore generale della Pulverfabrik. Nell'aprile del 1938 le SA bussarono, alla sua porta per "una perquisizione", e lo ammazzarono di botte.
(p. 95)
Un altro caso simile si verificò a Praga in Cecoslovacchia quando, nonostante i proprietari ebrei della Böhmische Escompte Bank un mese dopo l'invasione delle truppe tedesche, decisero la cessione della proprietà alla Dresdner Bank, non trassero nessun vantaggio come i loro colleghi austriaci della Kreditanstaldt. Infatti dei tre direttori della Böhmische Bank, il dottor Lob e il dottor Feilchenfeld, «morirono in un campo di sterminio», «il dottor Kantor, venne impiccato».
Le imprese ebree che decisero invece di resistere alla forte pressione tedesca che li invitava a vendere le proprie attività, si trovarono ad affrontare «una nuova tattica» «che consisteva, essenzialmente, nel privare gli imprenditori ebrei sia dei loro clienti sia dei loro fornitori. Per togliere loro clienti si puntò al boicottaggio». Responsabile del boicottaggio fu ancora un elemento della burocrazia dello sterminio: il Partito. Questo prese l'iniziativa il 29 marzo 1933 con un comitato che comprendeva: Julius Streicher, Robert Ley, Heinrich Himmler, Jakob Sprenger, Hans Frank, Gerhard Wagner, Richard Walther Darré, Adolf Hühnlein, Reinhold Muchow, Hans Oberlindober, Theodor Adrian von Renteln, Willy Körber e Achim Gercke.

Tale comitato fu il principale promotore che organizzò raduni di massa, dove parlarono oratori come Streicher e Goebbels. Furono piazzate «davanti ai negozi ebrei "guardie di protezione"», SA e SS che avevano il compito di informare gli acquirenti che quello in cui stavano entrando era un negozio ebreo, cosa che fecero anche dipingendo sulle vetrine la scritta Jude. Il boicottaggio divenne in breve tempo obbligatorio non solo per tutti i servizi pubblici ma su iniziativa del ministero dell'Interno e della Giustizia «i funzionari non vennero più rimborsati per le visite presso medici, dentisti, farmacisti cliniche e avvocati ebrei, maternità e imprese funebri [...] ]». Si pretese l'obbligo al boicottaggio anche dai membri del Partito, anzi, questi dovevano essere i primi a dare l'esempio. Quanto accadde a Kurte Prelle dimostra come venne applicato quell'obbligo. Kurt Prelle subì un processo dinnanzi al tribunale del Partito per la ragione che «la moglie aveva comprato, a sua insaputa, per dieci Pfnennig, delle cartoline da un certo Chon», tanto bastò per essere non solo espulso da Partito, ma il suo comportamento giudicato sulla base del fatto che «il Partito non poteva essere sicuro che il dottor Prelle avrebbe sostenuto e difeso in ogni circostanza lo Stato nazionalsocialista», gli costò, su richiesta di Rudolf Hess l'interdizione dall'esercizio della professione di notaio.
Tra le famiglie ebree più importanti proprietari di grandi industrie che opposero una certa resistenza alla vendita delle loro imprese, c'erano i Rothschild, i Weinmann, e i Petschek. Questi rispetto agli altri Ebrei che erano stati costretti a vendere le loro piccole attività, avevano armi diverse per resistere: «tra le altre, alcune holding all'estero e la convinzione di essere economicamente "indispensabili"» per la Germania. Si trovarono a scontrarsi, in una lotta impari, con le Hermann Göring Werke (Industrie Hermann Göring) appartenenti a Hermann Göring che insieme a «alcuni specialisti in provocazioni e intimidazioni d'ogni genere» aveva fatto incetta di diverse miniere e terreni. Il metodo era stato molto semplice ai grandi produttori di acciaio era stato rivolta semplicemente la richiesta (sotto forma di ultimatum) di «trasferire alle Hermann Göring Werke una parte dei loro possedimenti» e questo per un'altra altrettanto semplice ragione: non era per profitto ma per «"interesse politico-statale" e a beneficio della nazione».
Oltre alla pressione esercitata sulle tre famiglie di industriali, furono emanati una serie di decreti ad hoc per indebolirli, il risultato fu che i Weinmann e i Petschek alla fine furono costretti a capitolare mentre la vendita dei Rothschild fu congelata sia per l'entrata in guerra della Germania sia perché i Rothschild poterono dimostrare che l'azienda oggetto dell'acquisizione tedesca apparteneva in effetti a una holding britannica.
Le arianizzazioni, in ultima analisi ad avviso di Hilberg, avevano «assorbito un grandissimo numero di imprese ebraiche e tratto molto profitto dalla liquidazione coatta». Gli acquirenti tedeschi avevano pagato per l'acquisizione delle imprese ebraiche solo il 75 e a spesso il 50 per cento del valore reale, e che il più delle volte «versarono poco o niente del tutto». L'affare fu soprattutto a beneficio degli acquirenti tedeschi visto che quelle acquisizioni apportarono «agli industriali e ai commercianti tedeschi miliardi di Reichsmark». 
(p. 130)

#### Le imposte sul patrimonio
Istituita un anno prima della presa del potere di Hitler e precisamente l'8 dicembre 1931, la tassa di espatrio, all'inizio riguardò tutti i cittadini tedeschi che volevano espatriare dalla Germania. Gli emigranti venivano tassati sui loro possedimenti e riguardava tutti quelli che alla data del 31 gennaio 1931 possedevano beni per «un valore superiore ai 200 000 Reichsmark», o il cui reddito nell'anno solare 1931 era stato superiore ai 20 000 marchi. Nei primi mesi del regime nazista, alcuni ebrei chiesero di essere esentati «dalla tassa della terra, dato che quel pagamento immediato avrebbe portato a privazioni». Rispose alla richiesta lo Staatssekretär del ministero delle Finanze Fritz Reinhardt: «L'emigrazione degli Ebrei era auspicabile, ma pretendere questo "ultimo contributo" era tuttavia necessario», tanto che nel 1934 (il 18 maggio), l'applicazione del decreto abbassava i limiti dell'importo di reddito. Venivano ora tassati non più coloro che avevano un reddito superiore a 200 000 Reichsmark, bensì tutti coloro che al 31 gennaio 1931 avevano un reddito superiore ai 50 000 Reichsmark (o in date successive a quell'anno) o che nel 1931 o nei successivi anni, avevano guadagnato più di 20 000 Reichsmark. «La tassa ammontava a un quarto del valore corrente dei beni» e non erano previste eccezioni deduzioni ed esenzioni di nessun tipo. Hilberg calcola che la tassa di espatrio abbia fruttato al Reich un totale di 900 milioni di Reichsmark.
L'altro prelievo imposto dal Reich agli Ebrei, riguardava il pagamento espiatorio (Sühneleistung), la decisione e il relativo importo fu presa da Hitler, Göring e Goebbels dopo i pogrom di novembre 1938. Responsabile della raccolta di quell'ammenda, che ammontava a un miliardo di marchi, fu il ministero delle Finanze. Quel ministero, fa notare Hilberg, «conosceva le proprietà ebraiche disponibili, dato che, qualche mese prima dell'imposizione dell'ammenda di novembre, il ministero dell'Interno, convinto, nella sua chiaroveggenza, che tutte le proprietà ebraiche sarebbero presto o tardi diventate proprietà tedesche, aveva ordinate agli Ebrei di registrare i loro beni».
Il pagamento espiatorio era stato annunciato da Göring il 12 novembre 1938, solo nove giorni dopo il ministero delle Finanze lo aveva applicato. Alla fine con questo pagamento furono incassati 1 100 000 000 RM, che sommati ai 900 000 000 RM della tassa di espatrio portarono nelle casse del Reich due miliardi di marchi di denaro ebraico che «andava a sostenere le spese degli armamenti», questo rastrellamento di denaro fatto agli Ebrei, fu «anche su scala europea, il più grosso profitto finanziario incamerato dal Reich nel quadro di processo di distruzione [...] meno di un terzo del patrimonio ebraico registrato nel 1938».

#### Il blocco dei conti correnti
Un Ebreo che alla fine, dopo l'arianizzazione della sua azienda, dopo aver pagato tutte le tasse richieste dai decreti legge, avesse avuto ancora del denaro, non poteva depositarlo in banca e tantomeno «convertirlo in dollari» per espatriare in America. D'altronde agli Ebrei non era consentito trasferire all'estero il loro denaro «poiché il Reich si riservava il diritto di confiscarlo». Era inoltre, semplicemente impensabile, da parte del Reich cambiare i Reichsmark del migrante in valuta estera. Dal 1931 in poi infatti ci fu un capillare controllo su tutte le transazioni in valuta estera, visto che la legge esigeva da parte di ogni Tedesco che possedeva qualsiasi somma di denaro in valuta estera di depositarla alla Reichsbank, legge che si applicava anche ai crediti di conto corrente. Per cui qualsiasi esportatore tedesco che incassava dalla vendita delle sue merci all'estero un pagamento in qualsiasi tipo di valuta in dollari, in franchi o in sterline, alla fine era pagato in Reichsmark, mentre la valuta estera finiva «nella casse del Reich», per essere usata «unicamente a pagare le importazioni più necessarie».
Hilberg rileva che fu proprio il controllo dei cambi a essere la causa principale di una mancata «emigrazione massiccia» degli Ebrei dal Reich.
A chi voleva emigrare quindi si prospettavano solo due soluzioni: «o il contributo finanziario fornito, a titolo di solidarietà comunitaria, dagli Ebrei di altri Paesi» o trasferire il denaro in modo illegale (furono rarissime le eccezioni in cui il denaro venne trasferito con il placet delle autorità del Reich).
Hilberg passa in rassegna dodici escamotage che permettevano agli Ebrei di accumulare legalmente piccole somme di denaro all'estero e fa rilevare come già il considerevole numero di quei modi, fosse «rivelatore della gravità del dilemma che si poneva alla Germania»:

1. L'autorizzazione Freigrenze, che permetteva al singolo emigrante di portare il controvalore di dieci marchi in moneta estera per l'espatrio nei paesi confinanti con la Germania e di venti marchi per tutti gli altri Paesi.

2. L'autorizzazione Warenfreignenze, che permetteva all'emigrante di portare con sé beni materiali per un valore massimo di 1 000 marchi.

3. Ogni emigrante era anche autorizzato a portare con sé beni di uso personale, esclusi gioielli e altri preziosi ritenuti illegali. Il 21 febbraio 1939 venne imposto agli Ebrei l'ordine «di consegnare oro, platino e argento, pietre preziose e oggetti d'arte agli uffici preposti all'acquisto dal ministero dell'Economia, in cambio di "una compensazione da stabilirsi da parte del ministero"».

4. Piccole riserve di denaro erano legali per poter pagare in Reichsmark il trasporto per ferrovia o per nave, anche se quel tipo di pagamento non era da tutti accettato come per esempio dal Lloyd di Trieste che stabiliva il pagamento per metà in valuta estera.

5. L'Altreu, ovvero l'Ufficio generale dei depositi per l'emigrazione ebraica: Altreu, un cambiavalute che in pratica cambiava il denaro degli Ebrei al 50 per cento del valore dei loro Reichsmark.

6. Potevano espatriare, per un accordo firmato nell'agosto 1933 tra lo Stato tedesco e l'Agenzia ebraica, anche il loro capitale, gli Ebrei che sceglievano come destinazione la Palestina. Un accordo inconsueto e vantaggioso per un Ebreo "capitalista", che però Hilberg fa notare: « [...] interessante combinazione [che] non resse nemmeno fino alla dichiarazione di guerra».

7. Il pagamento delle arianizzazioni in valuta estera fu un altro dei modi legali per procurarsi valuta estera. «Era un'operazione riservata agli Ebrei di nazionalità estera o a quelli che vendevano una partecipazione in un'azienda straniera».

8. La vendita dei Reichsmark bloccati. I conti bloccati di un emigrante nonostante fossero bloccati, conservavano sempre un certo valore anche in vista di un possibile sblocco. Alcuni vendettero i loro propri conti bloccati al 50 per cento del loro valore.

9. L'esportazione di marchi di contrabbando riguardò soprattutto gli Ebrei poveri. Quei marchi introdotti in un'altra nazione erano però inspendibili se non reintrodotti sempre di contrabbando in Germania. Il valore attribuito a questi marchi fu di «10 0 13 cent soltanto per ogni marco», la corona ceca era invece acquistata dalle banche americane «a meno di un cent» rispetto al suo valore di 3,43.

10. Un'altra pratica illegale, ma consueta, riguardava un accordo privato fra tre soggetti ebrei, l'emigrante ebreo che possedeva i marchi, una persona o famiglia non abbiente che rimaneva in Germania, e un parente della famiglia povera che stava all'estero e aveva la volontà di aiutare i suoi parenti. Funzionava in questo modo: L'ebreo emigrante consegnava il suo denaro alla famiglia indigente in Germania, quindi emigrava incontrando il parente della famiglia povera a cui aveva consegnato i marchi, che gli pagava il corrispettivo di quanto era stato lasciato ai suoi parenti in sterline, dollari, franchi o in qualsiasi altra valuta.

11. Il possesso dei beni all'estero, per la legge sui cambi doveva essere dichiarato dall'emigrante visto che «equivaleva a un trasferimento monetario» per cui o si dichiarava l'esistenza dei beni all'estero o si tentava di avere «l'autorizzazione a conservarlo». Hilberg fa notare: «L'uno o l'altro non furono mai utilizzati».

12. Il metodo Heydrich, «tipico del personaggio», in "aiuto" degli Ebrei poveri che non si potevano pagare il viaggio di espatrio fu esposto in una riunione del 12 novembre 1938, in cui era presente anche Göring:

(p. 139)
Göring ribatté:

(p. 139)
Da una nota informativa del 22 novembre 1938, veniva reso noto che 170 000 Ebrei erano riusciti a emigrare all'estero «con beni come valuta estera, merci, lettere di credito o altro».
Hilberg nota che: «quello era il passato, il futuro sarebbe stato ben più crudele per gli eventuali emigranti, specialmente se non avessero avuto nulla da portarsi via».
Gli avvenimenti che seguirono sul finire del 1938 riguardarono 150 000 Ebrei della Germania, che Hjalmar Schacht a quel tempo non più ministro dell'Economia, ma presidente della Reichsbank, cercava di far emigrare prendendo accordi a Londra con i suoi colleghi britannici e trattando anche le proprietà di quegli Ebrei in Germania in vista di possibili esportazioni ritenute più vantaggiose di quelle proprietà. Accordi su cui il ministro degli Esteri Joachim von Ribbentrop mise il suo veto, per motivi in cui gli Ebrei non c'entravano. Ribbentrop infatti era risentito come ministro degli Esteri perché ignorato negli accordi che Schacht stava conducendo a Londra. Per cui «le proprietà degli Ebrei rimasero in Germania».

#### Il lavoro obbligatorio e la regolamentazione dei salari
«Nel 1939, la comunità ebraica era ridotta della metà» e molto impoverita. I liberi professionisti ormai non praticavano più perché esclusi e i normali lavoratori furono in gran parte "sostituiti" in virtù del fatto che l'arianizzazione delle aziende ebraiche, in cui molti ebrei erano prima occupati, aveva arianizzato anche la forza lavoro estromettendo gli Ebrei da quelle aziende. L'emigrazione inoltre aveva causato in percentuale un aumento delle persone più anziane e un aumento delle donne. Quello che si presentava era una comunità assomigliante a «una grande famiglia di assistiti», assistenza che la burocrazia nazista non aveva nessuna voglia di prendere lontanamente in considerazione. Il 19 novembre del 1938 un ulteriore decreto a firma di Wilhelm Frick, di Lutz Graf Schwerin von Krosigk e del ministro del Lavoro Franz Seldte «privò gli Ebrei di tutti i diritti di sostentamento e assistenza pubblica».

Il 20 dicembre 1938 in una direttiva di Friedrich Syrup approvata da Göring fu compiuto il primo passo per costringere «gli Ebrei indigenti» ad accettare lavori duri e umili. La direttiva infatti dava a tutti gli Ebrei disoccupati «la possibilità di lavorare», ben separati dagli altri lavoratori, «a costruzioni pubbliche e private e progetti di bonifica». Nei primi mesi del 1941, 300 000 ebrei lavoravano «come manodopera in quel genere di cantieri».
Il denaro in mano a privati stava man mano scomparendo, «il 29 aprile 1941, una corte speciale a Lipsia condannò una copia di Ebrei alla carcerazione, per aver accumulato del denaro».
(p. 141)
Infatti le misure contro gli Ebrei prima del 1939 presero di mira il patrimonio, i decreti emanati nel tempo di guerra le entrate, togliendo agli Ebrei anche «i proventi del lavoro» e colpendo «duramente le vittime». 
(p. 142)
Seguendo uno schema già praticato fu il padronato che guadagnava sugli Ebrei visto che incominciò a ridurre la loro paga, d'altro canto il ministero del Lavoro fece la sua parte modificando il diritto del lavoro tedesco ed escludendo gli Ebrei «dai benefici di certi vantaggi». Nel 1940 il ministero del Lavoro «aveva redatto un suo progetto di regolamentazione dei salari pagati agli Ebrei» in cui era previsto: che un lavoratore Ebreo non aveva diritto alla liquidazione; non aveva diritto agli assegni familiari; nessun contributo per matrimonio e maternità; nessun contributo in caso di decesso; nessuna gratifica per l'anzianità di lavoro e nessun indennizzo in caso di infortunio; e per ultimo «gli Ebrei dovevano essere retribuiti solo in funzione della quantità di lavoro svolto». Prevenendo le eventuali critiche di suoi colleghi che facessero rilevare al ministro del Lavoro uno sconfinamento in una sfera che non gli spettava, il ministro del Lavoro diede «immediata esecuzione al progetto, con precise istruzioni ai suoi uffici regionali».
Infine, il decreto del 3 ottobre 1941. Firmato da Paul Körner il decreto stabiliva: «che gli Ebrei non avevano diritto a un salario se non in funzione del lavoro effettivamente svolto», enumerando tutte le integrazioni cui non avevano diritto; tutti gli Ebrei, invalidi compresi, dovevano accettare qualsiasi tipo di lavoro proposto dal ministero del Lavoro; gli Ebrei «da quattordici ai diciotto anni avrebbero potuto lavorare di giorno o di notte».
(p. 143)

#### Le imposte sulle entrate
Dopo l'intervento del ministero del Lavoro, su quel poco che come salario ancora rimaneva nelle tasche degli Ebrei, intervenne il ministro delle Finanze. Hilberg fa notare che l'idea non era nuova, già nel 1936 proprio su richiesta di Hitler e come misura di ritorsione verso tutti gli Ebrei, fu pensato dal ministero dell'Interno di tassare gli Ebrei, una sorta di «sanzione penale» dopo il primo omicidio compiuto da un Ebreo nei confronti del burocrate nazista Wilhelm Gustloff. A quella sanzione si aggiunse in seguito un'ulteriore imposta, disposta dal ministero delle Finanze e creata «in funzione della gravità delle offese commesse dagli Ebrei, nella loro qualità di nemici del popolo». In seguito il ministero della Giustizia fece togliere quella "tassa" perché obiettò sulla sua fondatezza giuridica e la ritenne «politicamente pericolosa» per eventuali ritorsioni e rappresaglie sui Tedeschi all'estero. Anche Göring fu contrario, nonostante, fa notare Hilberg, ritenesse in seguito giusta la sanzione del «preteso "pagamento espiatorio"» richiesto agli Ebrei per il secondo omicidio compiuto da un Ebreo, dopo l'assassinio di vom Rath.
Nonostante tutto nel 1938 un primo risultato contro gli Ebrei si ottenne con l'abolizione della riduzione d'imposta per i genitori di bambini ebrei. Il decreto del 1939 specificava che per «bambini» (ovvero gli aventi diritto alla riduzione di imposta) bisognava intendere «le persone in giovane età non ebrei [...] In breve; il provvedimento riguardava i genitori i cui figli erano considerati Ebrei».
Nonostante tutto l'idea dell'imposta speciale a danno degli Ebrei anche se con giustificazioni diverse da quelle iniziali, era ancora attuabile, ci pensò 
Stuckart con quella che Hilberg definisce ironicamente «una trovata [...] brillante [...]». 
Stuckart infatti aveva portato all'attenzione dei suoi colleghi burocrati che «gli Ebrei non pagavano la quota prevista agli organismi di assistenza e di soccorso nazisti», per cui «in cambio di questi contributi [...] era conveniente far pagare loro un'imposta speciale sulle entrate»
Tale proposta fu applicata, il 5 agosto 1940, prima ai Polacchi «che all'epoca venivano inglobati nel territorio del Reich in numero crescente», e quindi, dal 24 dicembre 1940, ai suoi veri fruitori per cui era stato pensata, ovvero gli Ebrei, con il decreto firmato del segretario di Stato del ministero delle Finanze, Fritz Reinhardt.
La tassa chiamata «tassa di perequazione sociale» era applicata in questa maniera: erano esonerati dal pagamento coloro che avevano un reddito mensile di 39 reichsmark, ma l'Ebreo che guadagnava anche 1 solo reichsmark in più, era tenuto a versare il 15 per cento della somma del mensile percepito.

#### La fame organizzata
(p. 145)
Il primo provvedimento a danno degli Ebrei venne preso da Herbert Backe, responsabile a quel tempo dell'Alimentazione. Backe dette ordine, il 1º dicembre 1939, a tutti uffici regionali di escludere dalle distribuzioni speciali, gli Ebrei. Quindi nelle settimane dal 18 dicembre 1939 al 14 gennaio 1940 non solo gli Ebrei avrebbero ricevuto meno burro e carne ma non avrebbero ricevuto nessuna quantità di riso e cacao. Il periodo che seguì immediatamente dopo quel razionamento, ovvero quello che comprendeva le settimane tra il 15 gennaio e il 4 febbraio 1940, che questa volta riguardava la distribuzione speciale di carne e legumi, vide ancora gli Ebrei esclusi dal razionamento. Direttiva di Backe: «Queste istruzioni non dovevano apparire sulla stampa». 
Hilberg fa notare che gli uffici regionali, per errore o per «eccesso di zelo» non seguirono le istruzioni di Backe, applicando il razionamento agli Ebrei delle sole distribuzioni speciali, ma vi inclusero anche «le razioni speciali per bambini, dei lavoratori manuali e degli handicappati, ma anche alle razioni di base ordinarie». Le istruzioni date agli uffici regionali permettevano inoltre di stabilire a loro insindacabile giudizio gli orari in cui gli Ebrei potevano ritirare le derrate alimentari consentite, Hilberg esemplifica che per Vienna potevano farlo per sole due ore: dalle 11 alle 13 come anche a Praga dalle 15 alle 17, mentre a Berlino solo per un'ora, ovvero tra le 16 e le 17.
Un avvenimento che secondo Hilberg «ebbe conseguenze assai curiose» riguardò proprio Berlino e una consegna di vero caffè da razionare. «In assenza di un regolamento di esclusione», fra gli iscritti tedeschi ci furono anche cinquecento ebrei. Appena l'ufficio dell'Alimentazione si accorse di quell'anomalia, non solo «radiarono gli Ebrei» dalle liste del razionamento, ma «imposero loro ammende per turbativa dell'ordine pubblico». Un Ebreo portò la cosa in tribunale. Nella causa l'ufficio regionale perse la causa, si era difeso asserendo che gli Ebrei dovevano sapere di non aver diritto al caffè. Il giudice invece sostenne «che una condanna al pagamento di un'ammenda non poteva basarsi su un'"interpretazione artificiosa della legge"» per cui diede ragione all'Ebreo.

Il malcapitato giudice venne criticato da Otto Georg Thierack, dopo che nel 1942 fu nominato «ministro del dicastero della Giustizia», nella prima delle sue famose «Lettere ai giudici». Thierack scrisse che quella decisione presa da quel giudice era prossima alla diffamazione di «un corpo amministrativo tedesco di fronte alla marmaglia giudea». Il giudice a suo avviso era reo di non essersi chiesto «con quale soddisfazione un Giudeo avrebbe accolto la decisione del tribunale, che lo rassicurava, e con lui i suoi cinquecento compagni di razza [...] e la sua vittoria nei confronti di un pubblico servizio tedesco - e questo senza nemmeno evocare la reazione di sicuro istinto popolare [...] di fronte a questo impertinente e presuntuoso comportamento degli Ebrei».

Hilberg osserva che «Incidentalmente, gli Ebrei che avevano "vinto" quel processo si ritrovarono immediatamente in un campo di sterminio. Fine del caffè per quegli Ebrei».
Ma oltre al razionamento delle derrate degli Ebrei, nel 1941 il ministero dell'Agricoltura prese di mira anche i pacchi di viveri che gli Ebrei ricevevano da parenti e amici, residenti in nazioni neutrali, desiderosi di volerli aiutare. Il ministero dell'Agricoltura allertò l'amministrazione delle dogane facente parte del ministero delle Finanze per stilare rapporti dettagliati su quei pacchi agli uffici regionali dell'Alimentazione, lo scopo era: il contenuto di quei pacchi sarebbe stato detratto dalle razioni consentite ai destinatari. Nel settembre 1942 la disposizione sui pacchi alimentari cambiò ulteriormente, tutti i pacchi «giudicati di contrabbando» come salsicce e caffè sarebbero stati trattenuti dall'amministrazione delle dogane, trasmessi agli uffici dell'Alimentazione sarebbero stati destinati a ospedali tedeschi o ad altre organizzazioni.
Il 26 giugno 1942, ci fu una riunione fra il ministero dell'Alimentazione, i rappresentanti della Cancelleria del Partito, la Cancelleria del Reich, del ministero della Propaganda e i rappresentanti del consiglio del Piano dei quattro anni, obiettivo: sistemare una volta per tutte i razionamenti per gli Ebrei. Nella "armoniosa" riunione fu stabilito che gli Ebrei non avrebbero avuto diritto ai dolci; al pane bianco e ai panini; alle uova e espresso divieto di acquistare ogni tipo di carne.

Furono presi quindi in esame i bambini ebrei che fino ad allora «ricevevano lo stesso supplemento di pane, carne e burro dei bambini tedeschi». Fu deciso che da quel momento «le razioni dei bambini ebrei [sarebbero state ridotte] a livello di quelle accordate agli Ebrei adulti». Questo significava che ritirato il tagliando della carne agli Ebrei adulti, ai bambini sarebbe spettato lo stesso trattamento. Per i bambini si pensò inoltre anche alla riduzione del loro alimento principale: il latte. Da quel momento solo latte scremato, i bambini ebrei erano esclusi dalle razioni di latte intero.
La riunione passò in esame quindi il razionamento riguardante le donne incinte, le madri in allattamento e le persone inferme. Fu portato all'attenzione che la direttiva dell'aprile 1942 si era già occupata della madri ebree. Il segretario di Stato per la Sanità dott. Leonorado Conti aveva imposto ai medici di non prescrivere nessuna razione supplementare a favore degli infermi e ammalati ebrei, direttiva che quella riunione decise: «bisognava rafforzare». Nella riunione si ritenne opportuno anche eliminare tutti i supplementi alimentari per chi svolgeva lavoro obbligatorio, lo straordinario e il lavoro di notte. Unica preoccupazione (si sarebbe chiesto un parere al dottor Conti, assente a quella riunione): l'indebolimento fisico degli Ebrei che avrebbe potuto procurare epidemie mettendo in pericolo «anche la popolazione ariana».
(p.  150)

### VI. Il concentramento

#### Il territorio del Reich e del Protettorato
«Il terzo stadio del processo di distruzione» fu il concentramento degli Ebrei. In Germania, nota Hilberg, «comportò due aspetti complementari: il raggruppamento degli Ebrei in grandi città, e la loro separazione dalla popolazione tedesca». Mentre il primo aspetto fu l'indiretto risultato delle politiche economiche antiebraiche, il secondo, ovvero la ghettizzazione venne deliberatamente pianificato azione dopo azione.
Dal 1933 la popolazione ebraica urbana era notevolmente cresciuta e moltissime famiglie ebree lasciavano i villaggi per raggiungere prima le città più piccole per trasferirsi poi in città più grandi come lo erano Francoforte, Vienna e Berlino. Secondo il rapporto fatto da Hilberg, su un totale di 233.810 Ebrei abitanti in dieci importanti città (Vienna, Berlino, Francoforte, Breslavia, Amburgo, Colonia, Monaco, Lipsia, Mannheim e Norimberga), la metà risiedeva a Vienna (91.480) e Berlino (82.788). Su queste migrazioni i Tedeschi non c'entravano, anzi se ne lamentavano, come il sindaco di Francoforte che «chiese al capo della sua polizia se non ci fosse un modo per frenare il flusso degli Ebrei che arrivavano dalla campagna».
Non così per la ghettizzazione (ovvero isolare gli Ebrei dalla popolazione tedesca immediatamente confinante), che a differenza di quei trasferimenti senza controllo, «fu un'azione portata avanti dalla burocrazia, passo dopo passo». Hilberg fa notare che per ghettizzazione non si deve intendere quanto accadde in seguito in certi Paesi dell'Est come in Polonia e Russia, ovvero un quartiere ben distinto per gli Ebrei cinto da mura. Nelle città del Reich e nel Protettorato di Boemia-Moravia, anche se certi aspetti erano somiglianti, la ghettizzazione fu un processo ben definito che Hilberg identifica in cinque precise "tappe": «1. rottura imposta delle relazioni sociali tra Ebrei e Tedeschi, 2. delimitazione dei luoghi di residenza,  3. regolamentazione degli spostamenti, 4. misure specifiche di identificazione e 5. istituzione di procedure amministrative differenziate».
La prima tappa, ovvero l'imposizione di rompere le relazioni sociali fra Ebrei e Tedeschi fu importante in un Paese dove per rapporti consolidati da anni, il gruppo minoritario intratteneva strette relazioni personali con quello maggioritario, una «segregazione sistematica» poteva ben riuscire nell'intento. Quindi i licenziamenti «degli Ebrei dalle funzioni pubbliche, o dalle industrie private», l'arianizzazione e la liquidazione delle imprese commerciali in cui gli obiettivi che si perseguivano erano unicamente economici, favorirono tale rottura. Ma ben di altra importanza nella rottura delle relazioni sociali fra i due gruppi, furono le "calcolate" misure rivolte a infrangere «quelle situazioni in cui Ebrei e Tedeschi si trovavano in stretti rapporti». Emanati dalla burocrazia del Reich, i decreti legge furono diretti in due direzioni, la prima: Vietare le manifestazioni di amicizia (fra Tedeschi ed Ebrei partendo dal «postulato che i Tedeschi provavano troppa simpatia per gli Ebrei»), «per preservare la purezza del sangue tedesco insieme all'ideale nazionalsocialista»; la seconda: che «la segregazione era indispensabile per mantenere l'ordine pubblico» partendo dal postulato opposto al primo, ovvero che i Tedeschi odiavano profondamente gli Ebrei.
Una contraddizione? Solo apparente! spiega Hilberg: «il primo entrava in gioco in quei casi in cui non si poteva ottenere efficacia amministrativa dal provvedimento se non alla condizione che venisse imposto anche ai Tedeschi; il secondo, nei casi in cui si poteva raggiungere lo scopo della separazione sociale attraverso limiti imposti solo agli Ebrei».

La legge sulla protezione del sangue e dell'onore tedeschi fu il primo testo emanato sulla materia. Il testo definiva una serie di divieti come quello 
di vietare a famiglie ebree di avere una domestica tedesca di «età inferiore ai quarantacinque anni» o l'accesso a qualsiasi Ebreo in pensioni familiari, alberghi e stazioni termali in cui lavoravano donne tedesche di età inferiore ai quarantacinque anni. Matrimonio e relazioni extraconiugali fra Ebrei e tedeschi furono considerate fuorilegge e per le relazioni extraconiugali il crimine fu definito con un termine preciso: Rassenschande, ovvero lordura della razza.
Hilberg riporta il caso emblematico che riguardò Lehmann Katzenberger presidente della Comunità ebraica di Norimberga, all'epoca un uomo di cinquantanove anni, ricco commerciante con figli adulti. Nel 1932 venne a vivere nel palazzo di Katzenberger una ragazza tedesca, fotografa di ventidue anni su suggerimento del padre della ragazza che aveva chiesto allo stesso Katzenberger di prendersi cura di sua figlia, cosa che il presidente della Comunità ebraica fece aiutandola anche prestandole denaro e facendole «piccoli regali». Un'amicizia che durò nel tempo e anche fino al suo matrimonio e fino allo scoppio della guerra. Ma la signora Irene Seiler, un giorno venne convocata dalla direzione regionale del Partito e gli fu imposto di rompere la sua amicizia con Katzenberger che allora settantenne, venne poco dopo arrestato con l'imputazione di Rassenschande per cui con il rischio di una pena detentiva illimitata. Il procedimento giudiziario discusso fin a quel momento dal procuratore Hermann Markl, fu avocato da un noto giudice antisemita, presidente del Tribunale speciale, il Landgerichtsdirektor dottor Rothaug che «era quanto mai deciso a non lasciarsi sfuggire una sola occasione per poter condannare a morte un Ebreo». Il processo davanti a quel Tribunale speciale, fu un vero processo farsa, con un testimone che l'avvocato difensore dimostrò aver asserito il falso, e con Rothaug che spesso durante il processo, dimostrando la sua evidente parzialità si lasciava andare a insulti e invettive contro gli Ebrei e toglieva la parola all'accusato ogni qualvolta voleva esprimersi. Il risultato scontato fu che Katzenberger venne condannato a morte e giustiziato nel giugno 1942, e la Seiler alla reclusione in carcere per sei mesi.
In questi ultimi tempi, numerose informazioni hanno rilevato che ancora oggi, come nel passato, taluni ariani intrattengono relazioni di amicizia con Ebrei e si mostrano in modo ostentato e pubblico in loro compagnia. Dato che questi ariani non sembrano aver capito ancora i principi elementari e fondamentali del nazionalsocialismo, e che la loro condotta deve essere considerata come manifestazione irrispettosa dei provvedimenti presi dallo Stato, ordino che in simili casi l'ariano in oggetto sia posto temporaneamente in stato di detenzione amministrativa, a scopo educativo e, nei casi gravi, inviato in un campo di concentramento di 1ª categoria per un periodo estendibile fino a tre mesi. L'Ebreo in oggetto deve comunque e sempre essere incarcerato fino a nuovo ordine, poi trasferito in un campo di concentramento»
(pp. 170-171)
Hilberg fa osservare che ormai, iniziative simili della Polizia di sicurezza non avevano nessun giustificativo giuridico, lo scopo dell'ordine era quello di «scoraggiare i rapporti umani» anche semplici conversazioni fatte per la strada o visite a domicilio, ordini che miravano «a rompere ogni legame carnale o d'altro genere, tra Ebrei e Tedeschi» e che secondo lo storico ricordavano i divieti contro le eresie del Medioevo.
Questo processo di ghettizzazione fu solo l'inizio, i mesi e gli anni che seguirono dimostrano il progredire di tale processo con una legislazione che si basava sul presupposto che «la presenza degli Ebrei "disturbava" gli ariani», per cui un susseguirsi di ordinanze e decreti sempre più avvilenti e restrittivi nei confronti delle Comunità ebraiche:
- 25 aprile 1933: Riduzione e limitazione dei non ariani in tutte le scuole di ordine superiore e numero chiuso nelle università per ridurre la presenza di Ebrei. Nel novembre 1938 tutti gli studenti ebrei ancora esistenti nel sistema educativo tedesco del Reich vennero espulsi da tutte le scuole tedesche e potevano frequentare solo scuole ebraiche che però «non disponevano né di istituti tecnici né di università specifiche».
- 12 novembre 1938 e 1939: I vagoni letto e i ristoranti dei treni furono vietati agli Ebrei di nazionalità tedesca o apolidi, per seguire nel luglio 1942 l'ingresso ai bar delle stazioni e alle sale d'attesa vietate a tutti gli Ebrei. Inoltre su espressa richiesta di Goebbels e Heydrich, furono vietati agli Ebrei l'ingresso alle spiagge e ai luoghi di villeggiatura. I ricoverati Ebrei negli ospedali ariani furono trasferiti in strutture sanitarie ebraiche e perfino ai barbieri tedeschi fu ordinato di tagliare solo "capelli ariani".

Ma ancora, secondo Hilberg, questi provvedimenti di segregazione appartenevano alla prima fase «del processo di ghettizzazione» perché tendevano a una sorta di «separazione sociale» tra Ebrei e Tedeschi. La seconda fase riguardò una segregazione più radicale ovvero la separazione in alloggi dedicati agli Ebrei che non potevano più vivere in edifici in cui abitavano anche ariani.
Interessanti, ad avviso di Hilberg, furono le considerazioni fatte sul tema, alla riunione del 12 novembre 1938, fra Göring e Heydrich. Göring in quella riunione propose che «bisognava ammassare gli Ebrei nei ghetti» creandoli su vasta scala in tutte le grandi città. Heydrich «rispose in tono perentorio» definendo la sua posizione sulla questione. A suo avviso non si potevano tenere separati gli Ebrei in un quartiere appartato da tutto il resto della popolazione tedesca. Sollevò due problemi: A suo avviso controllare un ghetto dove gli Ebrei si mescolavano ad altri Ebrei creava problemi, il ghetto a suo avviso sarebbe diventato prima «un rifugio di criminali» ma «anche un focolaio di epidemie». Non si voleva che gli Ebrei abitassero negli stessi palazzi dei Tedeschi, ma rilevò che invece era proprio l'abitare con ariani che costringeva gli Ebrei a comportarsi bene perché a suo avviso subivano il loro controllo cosa impossibile da attuare se gli Ebrei sarebbero stati isolati solo con altri Ebrei.
Hilberg fa rilevare alcuni aspetti singolari del ragionamento di Heydrich che lo storico definisce «elementi di grande interesse»: Il primo riguardava proprio la funzione di polizia del popolo tedesco a cui Heydrich pensava di demandare il controllo sugli Ebrei; il secondo il rischio di epidemie. Heydrich quindi conosceva bene i rischi reali di quanto si verificò poco tempo dopo realmente nei ghetti polacchi proprio per il degrado delle abitazioni, la mancanza di servizi sanitari e la sottoalimentazione. Göring in un primo tempo seguì il punto di vista di Heydrich e con «una direttiva» del 28 dicembre 1939 concentrò gli Ebrei non in quartieri specifici ma in palazzi. La direttiva creò molti problemi, se gli Ebrei dovevano traslocare ed essere concentrati in palazzi cosa sarebbe accaduto per gli Ebrei che avevano contratto un matrimonio misto, ovvero per 30 000 coppie miste esistenti nel territorio del Reich e del Protettorato? Göring risolse il problema con un'ulteriore direttiva del 28 dicembre 1938 con la suddivisione in due categorie:
"privilegiati" e "non privilegiati" in cui la classificazione dei matrimoni misti (riportata da Hilberg in una tabella esplicativa a p. 175) riguardava gli Ebrei, il coniuge mischlinge e i figli di questi. Una coppia con una moglie ebrea con un marito tedesco era privilegiata se fosse stata senza figli o se i figli erano cresciuti al di fuori della religione giudaica, e non privilegiata se i figli erano cresciuti nella religione giudaica. Una coppia che invece era composta dal marito ebreo e la moglie tedesca, era considerata "privilegiata" se i figli erano cresciuti al di fuori della religione giudaica e non privilegiata se i figli erano cresciuti nella religione giudaica; non privilegiata era ancora considerata la coppia senza figli. Un risultato della direttiva di Göring, in tutti i casi, nel 1941 registrava che gli appartamenti dati agli Ebrei «erano pieni fino al soffitto» e viene segnalato un caso in cui una delle case destinate al concentramento degli Ebrei in palazzi contava 320 persone dislocate su due piani, con gli uomini alloggiati su un piano e le donne sull'altro.
Ma a queste privazioni se ne aggiunsero delle altre, il 5 dicembre 1938 fu pubblicata un'ordinanza a firma di Himmler «che ritirava la patente agli Ebrei», provvedimento illegale che non poteva essere avallato da nessuna legge, ma a cui i giudici non osarono opporsi. Seguì agli inizi della guerra,  nel settembre 1939, da parte della polizia, il divieto per gli Ebrei di farsi trovare per strada dopo le otto di sera, la ragione? Gli Ebrei avevano approfittato spesso del buio per aggredire donne tedesche. In un crescendo di privazioni, il 28 novembre agli Ebrei venne limitato l'accesso a diversi luoghi pubblici e ad altre "zone proibite" come per esempio le passeggiate nei boschi. Hilberg fa notare che "il ghetto cominciava a prendere forma". A Praga un decreto del 12 dicembre 1941 vietava mezzi pubblici come autobus e tram agli Ebrei, ordinanza estesa poi a tutto il Reich. L'apice si toccò il 24 marzo del 1942 con un'ordinanza di Heydrich quando agli Ebrei fu vietato qualsiasi mezzo di trasporto come metrò, autobus, tram o altro. Nessun Ebreo poteva viaggiare senza un permesso speciale rilasciato dalla polizia della città. Solo agli avvocati e ai medici fu permesso di ricevere permessi senza limiti. Gli operai dovevano dimostrare che il loro luogo di lavoro si trovava a più di sette chilometri (altrimenti dovevano fare il percorso a piedi), gli studenti dimostrare che dovevano fare più di cinque chilometri o un'ora a piedi. Anche le comunicazioni ne soffrirono, dal 1941 i telefoni privati degli Ebrei furono "tagliati" e ben presto su tutte le pubbliche cabine telefoniche apparve l'avviso: «Vietato l'uso agli ebrei».
Tali restrizioni «andarono di pari passo» con le misure di identificazione. Tale misure riguardarono in un primo tempo i documenti personali e gli ebrei tedeschi. Per esempio agli stessi studenti ebrei iscritti all'università (come mostrano gli archivi dell'università di Friburgo), fu dato un certificato di iscrizione giallo al posto del consueto certificato su carta imbrunita rilasciato agli ariani. In seguito, con il decreto del 23 luglio 1938 del ministero dell'Interno e della Giustizia si ordinò che sui documenti di identità gli ebrei tedeschi dichiarassero di essere Ebrei. In seguito si pretese inoltre che ogni ebreo tedesco di quindici anni compiuti portasse con sé tale documento e in qualsiasi ufficio amministrativo o di Partito prima di parlare del motivo della sua visita si identificasse immediatamente come Ebreo «senza aspettare che qualcuno glielo chiedesse». Ben presto anche i passaporti, esenti fino a quel momento dall'identificazione, furono timbrati con una grande "J" rossa (decreto del 5 ottobre 1938), e questo grazie a chi si era premurato di porre il problema, ovvero la Svizzera. Il governo federale era risolutamente contrario a quella che chiamava «giudeizzazione» e a loro avviso il flusso degli Ebrei che raggiungevano la Svizzera era "enorme" per cui il delegato della Svizzera a Berlino pose il problema alle autorità tedesche con un compromesso: «La Svizzera avrebbe limitato l'esigenza di un visto agli Ebrei tedeschi a condizione che il loro passaporto li identificasse chiaramente come tali». Il provvedimento di "marchiatura" dei passaporti fu quindi esteso non solo a tutti gli Ebrei del Reich ma anche a quelli che vivevano fuori dal Reich. Ma i timbri che identificavano gli Ebrei come tali riguardarono ben presto ogni aspetto della loro vita. Dall'11 marzo del 1940 una "J" fu timbrata su tutte le loro carte annonarie (ministero dell'Alimentazione e dell'Agricoltura); dal 18 settembre 1942 la parola Jude apparve su tutte le loro tessere alimentari (Hans-Joachim Riecke, segretario di Stato del ministero).
Un ulteriore modo (il secondo) che riguardava l'identificazione degli Ebrei fu l'imposizione di usare solo nomi ebrei. Nonostante questo aspetto incominciò a essere discusso già dal 1932 e nel 1936 Himmler stesso portò all'attenzione del sottosegretario di Stato del ministero dell'Interno del Reich, Johannes Hans Pfundtner, che Hitler stesso non voleva che gli Ebrei scegliessero nomi come Siegfried e le Ebree nomi come Thusnelda, fu con il decreto del 17 agosto 1938 (congiuntamente predisposto da Wilhelm Stuckart del ministero dell'Interno e da Hans Globke del ministero della Giustizia) che fu ordinato di aggiungere «ai loro nomi correnti» "Israel" per gli Ebrei maschi, e "Sara" per le Ebree femmine, inoltre venne preparata una lista di nomi da dare ai neonati ebrei.
Il terzo "elemento" dell'identificazione riguardava «la designazione materiale delle persone e degli alloggi, mirante a isolare gli Ebrei dal resto della popolazione con un marchio evidente». Anche per questo aspetto "il processo" era già iniziato a metà dagli anni trenta. nelle grandi città tedesche c'era l'abitudine di esporre dalle finestre, nei giorni festivi, un drappo rosso, bianco e nero; di portare degli evidenti distintivi e di salutare a braccio teso l'Heil Hitler. Queste manifestazioni furono proibite l'una dopo l'altra a ogni Ebreo. Ma mentre era vietato di esporre dalle finestre i colori nazisti, era permesso invece esporre gli emblemi del sionismo ovvero drappi blu e bianchi. A proporre, a scanso di ogni dissimulazione della propria identità, un contrassegno individuale per gli Ebrei, fu Heydrich in una riunione del 12 novembre del 1938. Göring, presidente di quella riunione, «primo industriale della Germania» e «primo stilista in materia di uniformi» lesse nella proposta di Heydrich «un'ottima occasione», credendo che Heydrich stava proponendo un'uniforme che potesse distinguere gli Ebrei dagli altri. «"Un distintivo", rispose Heydrich senza lasciarsi smontare». In tutti i casi non se ne fece niente e infatti il 6 dicembre 1938 fu comunicata a un raduno di Gauleiter la decisione di Hitler che era contrario al provvedimento. Fu allora in Polonia che si dette inizio alla marchiatura degli Ebrei con un distintivo, «dove i responsabili pensavano che il parere contrario di Hitler non avesse lo stesso peso». Ma nel 1941 anche il Protettorato di Praga chiese di marchiare gli Ebrei di Boemia-Moravia e Stuckart stesso riteneva opportuno che il provvedimento venisse esteso «a tutto il territorio del Reich e del Protettorato». Il ministero della Propaganda, il 20 agosto del 1941, chiese a Hitler di modificare la sua precedente decisione, cosa che Hitler accettò. Fu indetta una riunione fra gli applausi dei rappresentanti dei ministeri interessati e il 1º settembre 1941 il testo del nuovo decreto ordinava che:
(Decreto del 1º settembre 1941)
Questa volta il Partito nazista, temendo che le stelle cucite sugli abiti degli ebrei potessero suscitare nuovi disordini, indirizzò a tutti i suoi membri circolari in cui fu espresso l'ordine di non aggredire gli Ebrei mettendo in guardia anche i bambini. Hilberg constatata che «in realtà, non è stata fatta menzione di alcuna violenza. Si racconta anche, che una bambina, deviando dal suo percorso, andò a salutare educatamente un lavoratore ebreo in questo modo: "Heil Hitler, signor Ebreo».
Le chiese, nota Hilberg, da parte loro si trovarono in imbarazzo quando ebrei battezzati andavano a una funzione religiosa portando il loro contrassegno. Adolf Bertram, vescovo di Breslavia, dichiarò che non prevedeva funzioni separate per chi portasse la stella tranne che per quelle che definì come cause di "forza maggiore" come quando «per esempio funzionari o membri del Partito smettevano di partecipare alle funzioni religiose, o uscivano in modo eclatante dalla chiesa nel corso delle celebrazioni». I protestanti, da parte loro, si rifecero agli insegnamenti di Martin Lutero e in sette province dichiararono apertamente che «i cristiani di razza ebraica non godevano di alcun diritto e non potevano appartenere a una Chiesa evangelica tedesca».
La Polizia di sicurezza da parte sua estendeva il sistema di marchiatura anche alle case degli Ebrei. Nel 1942 fu imposto a tutti gli Ebrei di contrassegnare le proprie abitazioni con una stella nera su un foglio bianco incollandolo sulle porte delle loro abitazioni.
Lo storico fa notare come tutto il sistema di identificazione: documenti di identità, passaporti, nomi imposti, contrassegno alla persona e alle case «consentiva di rintracciare l'Ebreo in ogni luogo e in ogni momento» dando alla polizia «un'arma potente». Ma la cosa che lo storico definisce di "maggior importanza" era che: esercitava sulle vittime un effetto paralizzante [...] spingeva gli Ebrei a mostrarsi ancora più docili, ancora più solleciti nell'obbedire. Colui che portava la stella gialla si trovava esposto, si sentiva preso di mira da tutti gli sguardi. Tutto accadeva come se l'intera popolazione fosse divenuta una forza di polizia che lo fissava e, o sorvegliava, in ogni suo atto.

La comunità ebraica grazie a questo susseguirsi di tappe si trovò "socialmente isolata", privata dalla libertà di movimento succube di un processo di ghettizzazione.

Ma nel processo di ghettizzazione, Hilberg fa notare che fu l'apparato amministrativo e burocratico ebraico, che pose la popolazione ebrea alla mercé dei Tedeschi e a suo avviso per capire compiutamente come si produsse la distruzione finale è essenziale sapere come si formò questa burocrazia ebraica. Erano gli ebrei stessi che l'avevano creata.
Nel 1933 dove in una città c'era un gruppo di Ebrei, esisteva anche una "Comunità" (Gemeinde) con un suo "consiglio di amministrazione" (Vorstand) a cui era demandata la vigilanza su diverse istituzioni: scuole, orfanotrofi, ospedali, sinagoghe e organi assistenziali. Nel sud della Germania esistevano anche federazioni regionali che avevano il compito di nominare i responsabili e controllare i bilanci delle Comunità. In Prussia e Sassonia invece, c'era un'assemblea formata dai delegati delle comunità locali. La sola federazione della Prussia con città importanti come Berlino, Colonia, Francoforte e Breslavia raggruppava il 72 per cento di tutti gli Ebrei residenti in Germania, con un presidente rabbino Leo Baeck che proprio in virtù della stragrande maggioranza degli Ebrei che rappresentava, negoziò nel 1932 un "concordato" per la Prussia con il nascente governo nazista. Iniziato già dal 1918, un processo di unificazione delle varie Comunità ebraiche in Germania portò nel 1933 i suoi frutti con il delinearsi di «un'organizzazione ebraica centrale» che negli anni seguenti «si trasformò in un apparato amministrativo ebraico» con mansioni sempre più fondamentali. Le tappe che negli anni riguardarono questa "evoluzione" sono:
- 1933, Rappresentanza nazionale delle federazioni regionali ebraiche, con la co-presidenza di Baeck e Leo Wolff
- 1933, Rappresentanza nazionale degli Ebrei tedeschi, presidente Baeck e delegato federale generale Otto Hirsch
- 1934, Rappresentanza nazionale degli Ebrei di Germania, presidente Baeck e delegato federale generale Hirsch
- 1938, Federazione nazionale degli Ebrei di Germania, presidente Baeck e delegato federale generale Hirsch
- 1939, Unione nazionale degli Ebrei di Germania, presidente Baeck e delegato generale Heinrich Stahl

A questo punto, Hilberg dimostra come proprio questi coscienziosi "capi" Ebrei e "la burocrazia" che avevano creato, anche senza volerlo, parteciparono di fatto al processo di distruzione del loro stesso popolo. In solo sei anni infatti, dal 1933 al 1939, i dirigenti ebrei si trovarono: dalla condizione di poter negoziare con il regime nazista il loro avvenire in Germania, alla condizione di totale subordinazione a quelli che sarebbero stati ben presto i loro assassini, una comunità agonizzante ridotta all'«obbedienza assoluta di tutti gli ordini e regolamenti» dettati dai "loro padroni". Controllando la direzione ebraica, i nazisti nel 1939, furono in grado di controllare l'intera comunità.
Secondo Hilberg «Il loro atteggiamento di sottomissione cominciò informando l'Ufficio centrale della Sicurezza del Reich di tutti i decessi, le nascite e altri dati demografici, e a rendere noti alla popolazione ebraica i regolamenti tedeschi con la pubblicazione della "Jüdisches Nachrichtenblatt". Poi aprirono dei conti correnti in banche speciali, accessibili ai controlli della Gestapo, e concentrarono gli Ebrei negli alloggi dei caseggiati designati. Finirono per farsi carico dei preparativi della deportazione, studiando un piano d'insieme, e stabilendo documenti ed elenchi, fornendo locali, approvvigionamenti e personale [...] Il sistema permise ai tedeschi di economizzare le risorse in uomini e denaro, rafforzando la loro influenza sulle vittime.».
Nel Reich e nel Protettorato, con il concentramento di tutti gli Ebrei, «si concludeva la fase preliminare del processo di distruzione».

#### La Polonia
Con l'invasione della Polonia nel 1939, il processo di distruzione era già nella fase avanzata del "concentramento", ragion per cui gli Ebrei polacchi subirono la furia nazista che si concretizzò in un concentramento brutale e rapido rispetto a quello condotto nel Reich e nel Protettorato. La Polonia fu di fatto «un luogo di sperimentazione» per la macchina di distruzione nazista per raggiungere più rapidamente possibile se non sorpassare tutto quanto era stato realizzato con il tempo dalla burocrazia in Germania. Hilberg identifica tre principali ragioni per la violenza sugli Ebrei in Polonia: 
- Il personale amministrativo tedesco in Polonia composto da molti uomini del Partito che non andavano tanto per il sottile.
- Quello che pensavano i tedeschi degli Ebrei polacchi, ovvero il peggio, visto che già prima della guerra erano stati «presi di mira» e già dal lontano 1918 considerati inaffidabili, non lavoratori, fisicamente sporchi e accusati di aver portato il tifo in Germania. Ragion per cui certi "privilegi" o "concessioni" fatti agli Ebrei in Germania, in Polonia erano inconcepibili come per esempio le concessioni fatte ai veterani di guerra o le direttive sulla riduzione delle razioni di cibo.
- La terza e più importante ragione, secondo Hilberg, era «il peso del loro numero», ovvero il 10 per cento dell'intera popolazione polacca: 3 300 000 Ebrei su 33 milioni di abitanti. Nel settembre 1939, dopo la divisione della Polonia fra tedeschi e russi, due milioni di Ebrei si trovarono nel territorio conquistato dai tedeschi, la sola città di Varsavia ne contava ben 400 000, ovvero il numero degli Ebrei esistente allora in tutta la Germania. Isolare gli Ebrei polacchi, concentrandoli, era un'operazione ben diversa da quella praticata in Germania, per cui Hilberg fa notare che «Invece di utilizzare quel sistema, la burocrazia resuscitò in Polonia il ghetto medievale, interamente tagliato dal resto del mondo».

Hilberg fa rilevare che sia in Germania sia in Austria «la realizzazione del processo di distruzione era stata preceduta da Einzelaktionen» ovvero da inaspettati e limitati scoppi di violenza nei confronti di singoli Ebrei. La Polonia non fece eccezione e come era accaduto in Germania furono sempre individui del Partito a fomentare quelle violenze, e così come era già accaduto in Germania furono sempre le autorità del territorio a frenare tale comportamento. In Polonia, gli individui del Partito responsabili di quelle violenze, furono le Waffen-SS (le SS dell'esercito, e cioè, il braccio militare e combattente delle SS) mentre l'autorità del territorio («all'inizio») fu proprio l'esercito. Una delle prime violenze segnalate in Polonia riguardò un SS e un nazista della Polizia segreta militare, che dopo aver impiegato per una giornata intera cinquanta ebrei per la costruzione di un ponte, li avevano poi rinchiusi in una sinagoga e qui tutti fucilati senza nessun motivo. I due responsabili furono alla fine condannati a tre anni di reclusione. Gli avvocati difensori dell'SS, avevano giustificato l'operato del loro assistito asserendo che «indignato per le atrocità polacche, aveva agito per "impulsività giovanile"».
Nonostante subito dopo il generale Wilhelm List emise un'ordinanza che vietava «le esecuzioni sommarie degli Ebrei», i saccheggi, le violenze sulle donne e gli incendi delle sinagoghe, quando i combattimenti in Polonia terminarono, le Einzelaktionen non si fermarono. Il generale Franz Halder riportò alla data del 10 ottobre 1939 del suo diario, l'enigmatica nota: «Assassinio di Ebrei - disciplina!». Il generale Walter Petzel da canto suo riportò un ulteriore avvenimento violento accaduto nella città di Turek il 30 settembre del 1939: una colonna di camion di SS combattenti, dopo violenze gratuite a colpi di frusta sui passanti, si era portata nei pressi di una sinagoga e costretto ebrei a entrare, a salire in piedi sui banchi con i pantaloni abbassati e a cantare, mentre le SS li frustavano. Spaventato, uno di loro ebbe una scarica di diarrea, per cui gli fu allora ordinato di spalmare i propri escrementi sulla faccia di tutti gli altri ebrei.
Interessante, ad avviso di Hilberg, la conclusione del rapporto consistente in un lungo elenco di proteste compilato dal generale Johannes Blaskowitz, «comandante dell'esercito tedesco in Polonia», nel febbraio 1940. In quella lista il generale elencava trentatré differenti misfatti di tedeschi contro Ebrei e Polacchi (perpetuati con flagellazioni verso 1 600 Ebrei, ma anche con episodi che riguardavo violenze verso donne indifese e bambine), rapporto «che intendeva presentare» al suo superiore, comandante in capo dell'esercito, Walther von Brauchitsch. In tale rapporto Blaskowitz giungeva alla seguente conclusione:
(Rapporto di Johannes Blaskowitz - 6 febbraio 1940)
Il generale, riprendendo lo stesso argomento formulato cinque anni prima da Hjalmar Schacht, «non era indignato per le violenze in sé, ma solo per il dilettantismo delle SS che pretendevano di eliminare due milioni di Ebrei con simili metodi». Anche se, fa notare lo storico, al tempo di quel rapporto, proprio fra le SS «i professionisti, avevano già preso in mano la situazione».
Qualche mese prima (il 19 settembre 1939), infatti, Heydrich e Gustav Wagner analizzando i problemi della Polonia, «convennero che bisognava spazzare via, una volta per tutte, dalla Polonia [...] gli Ebrei, l'intellighenzia, il clero e la nobiltà». Qualche giorno dopo, il 21 settembre, in una riunione fra i Capi dell'Ufficio centrale di Sicurezza del Reich e i capi delle Einsatzgruppen venne presentato un ambizioso progetto di concentramento: eliminare gli Ebrei da tutte le regioni di lingua tedesca e dalla campagna polacca concentrandoli «in ghetti situati nelle grandi città». Degno di nota che il documento che descriveva questo tipo di concentramento, nella parte iniziale faceva già «una breve allusione alla soluzione finale dell'emigrazione degli Ebrei» (obiettivo che si verificò più tardi) e quindi proseguiva con il piano di «espellere gli Ebrei dai territori di Danzica», Prussia Occidentale, Poznań e dall'Alta Slesia orientale (Ostoberschlesien). L'obiettivo era quindi quello di concentrare gli Ebrei al centro della Polonia e precisamente in grandi città di quello che stava per diventare il Governatorato Generale. Fu pianificato di scegliere città che avevano una ferrovia o «agglomerati urbani» vicini a snodi ferroviari.
La seconda parte del documento era dedicata all'organizzazione di tali "trasferimenti". Heydrich decise e ordinò che sarebbero stati gli stessi Ebrei a organizzarsi in tal senso e a esserne responsabili: ogni Comunità ebraica avrebbe nominato un "Consiglio degli anziani" (judernat) composto da rabbini e personaggi autorevoli che come primo compito avrebbero censito «immediatamente gli Ebrei residenti nella loro giurisdizione» interessandosi poi del loro trasferimento, trasporto e arrivo a destinazione. Secondo gli ordini impartiti gli Ebrei «potevano portare con sé solo beni mobili» e se ne doveva giustificare il concentramento con l'accusa che «gli Ebrei avevano giocato un ruolo decisivo negli attacchi dei franchi tiratori e nei saccheggi».
Hilberg fa notare che mentre due anni dopo, ovvero nel 1941, i militari dell'esercito presero parte attiva nella distruzione degli Ebrei d'Europa, per quanto riguardò l'esecuzione del piano di concentramento, l'esercito rifiutò di partecipare e non si «sporcò le mani» per cui l'operazione di concentramento pianificata nel 1939 «ricadde interamente sulla nuovissima amministrazione civile». Il «governo civile» fu insidiato a fine ottobre del 1939, nel frattempo le Einsatzgruppen si trovarono in grande difficoltà nel gestire le operazioni di ghettizzazione: poche unità di militari rispetto a «un affare di dimensioni enormi». Nonostante tutto le Einsatzgruppen riuscirono a formare diversi "Consigli di Anziani" con un metodo tutto loro: «semplicemente intimando, a un notabile ebreo conosciuto, l'ordine di formare uno "Judernat"». Per esempio, a Varsavia, il 4 ottobre 1939, scrive Hilberg: «un piccolo distaccamento di Polizia di sicurezza fece irruzione nella sede della comunità ebraica, si interessò subito della cassaforte e chiese chi fosse il presidente. Il guardiano rispose che era Adam Czerniaków. Qualche ora dopo, la polizia lo condusse al quartier generale dell'Einsatzgruppen, dove gli venne dato l'ordine di scegliere ventiquattro persone per formare il "Consiglio " e di assumere la presidenza. Czerniaków trascorse i giorni seguenti a stilare gli elenchi e a redigere un progetto di statuto. Nel suo rapporto, l'Einsatzgruppe dichiarò "di essersi assicurato la Comunità ebraica, ivi compreso il presidente e il segretario, e nel contempo il museo ebraico».
Quando a fine ottobre si instaurò il governo civile, furono costituite due diverse strutture amministrative: quella incorporata nel territorio del Reich con uffici amministrativi formati sul modello dello Stato tedesco; e l'altra nella nuova zona chiamata Governatorato generale gestita dal rappresentante regionale del Reich che allo stesso tempo ricopriva anche la carica di dirigente regionale del Partito. Nel Governatorato generale c'erano circa 1 400 000 Ebrei e come governatore generale fu nominato Hans Michael Frank. Frank come governatore possedeva più poteri di qualsiasi altro Reichsstatthalter e Oberpräsident non avendo delegati di ministeri e disponendo di divisioni centrali che rispondevano solo a lui. Hilberg fa notare che il suo prestigio era accresciuto anche dal fatto che era «ministro senza portafoglio del Reich, Reichsleiter nella gerarchia del Partito, e ancora presidente dell'Accademia tedesca di diritto». Frank era dunque uno delle personalità più importanti e più influenti della gerarchia nazista. Hilberg spiega che Frank arrivò in Polonia con un seguito di dignitari che avrebbero diretto «le grandi divisioni amministrative» e che a livello regionale riproduceva quasi pari pari gli uffici amministrativi del Reich, con divisioni centrali che riguardavano: l'Interno, la Giustizia, l'Educazione, la Propaganda, le Ferrovie, i Servizi postali, i Lavori pubblici, le Foreste, la Banca centrale, l'Economia, l'Alimentazione e Agricoltura, il Lavoro, le Finanze e la Sanità; oltre a ruoli più importanti come il Delegato del governatore, il Segretario di Stato, il Delegato del Segretario di Stato, e il Capo supremo delle SS e della polizia e Staatssekretar alla Sicurezza.
Frank «era di temperamento dispotico, scontroso e mutevole, soggetto a eccessi di sentimentalismo che si alternavano a esplosioni di brutalità», e da giurista usava la sua eloquenza anche per parlare con efficacia alla gente comune. Vanitoso, esercitava un potere assoluto dal suo castello di Cracovia, il tesoriere del partito gli affibbiò i soprannomi: "Sua Maestà Frank" e "Re Frank", e infatti esercitava il suo potere su ben cinque distretti in cui era stato diviso il Governatorato e gestito da suoi sottoposti governatori: Cracovia, Lublino, Radom, Varsavia e Galizia. Un perfetto autocrate che non temeva nessuno: Polacchi o Ebrei, divenendo ben presto il principale responsabile del processo di distruzione in Polonia. Hilberg scrive che era tanto potente che «non la smetteva di dichiararsi dittatore assoluto e unico responsabile davanti a Hitler in persona». Asseriva di essere un fanatico dell'unità dell'amministrazione per cui tutti i funzionari in carica nel Governatorato dovevano prendere ordini esclusivamente da lui, non tollerando nemmeno le ingerenze di Berlino su alcune questioni. Nonostante tutto questo potere, Hilberg fa notare che c'erano almeno tre grandi settori nel Governatorato su cui la sua influenza era inesistente: Il primo settore fuori dal suo controllo era l'esercito il cui controllo era nelle salde mani di diversi generali che si alternarono nel tempo. Il secondo settore autonomo erano le ferrovie che alla fine del 1943 contava ben 145 000 addetti oltre a un migliaio di ucraini, comandati da novemila responsabili Tedeschi, ferrovie annota Hilberg, che ebbero un ruolo fondamentale nel processo di concentramento e delle deportazioni che furono tappe fondamentali nel processo di distruzione degli Ebrei. Il terzo e più importante settore autonomo nel Governatorato, sganciato da ogni pur piccola influenza di Frank, fu quello delle SS e della polizia, posti esclusivamente al comando di un altro fanatico del potere e dell'unità dell'amministrazione: Himmler.

##### Le espulsioni
Il concentramento degli Ebrei polacchi fu ideato da Heydrich in due fasi. Nella prima ben 600 000 Ebrei furono trasferiti dai territori incorporati nel Governatorato generale. Nella seconda il programma di Heydrich aveva previsto che la popolazione ebraica passata con il trasferimento da 1 400 000 a 2 000 000 di unità venisse ammassata nei ghetti. La prima fase dell'operazione comunque non ebbe un inizio immediato, l'esercito infatti, preposto a quella fase, aveva preteso «il passaggio del potere alle autorità civili», Quando dopo il 15 novembre l'azione di trasferimento stava per essere intrapresa, un alto funzionario delle SS e della polizia del governatorato, Friedrich Wilhelm Krüger, annunciò in un'importante riunione che oltre gli Ebrei, il Governatorato era pronto ad accogliere anche tutti quei Polacchi espulsi dai territori incorporati. Il piano prevedeva che per la primavera un milione di Ebrei e Polacchi sarebbero stati trasferiti al ritmo di diecimila unità al giorno, mentre «le regioni spopolate dovevano essere ripopolate con Tedeschi etnici» secondo gli accordi stabiliti con Unione Sovietica, Lettonia, Estonia, Volinia e Galizia. Il 1º dicembre, a operazione iniziata e che avrebbe visto il trasferimento dei solo Ebrei e Polacchi dei territori incorporati, fu repentinamente deciso che con questi, si sarebbero dovuti trasferire anche gli Ebrei e gli Zingari del Reich. Lo scopo ormai evidente era quello che Germania e regioni annesse sarebbero state definitivamente "ripulite" dagli Ebrei, dagli Zingari e dai Polacchi. Una migrazione imponente e non sufficientemente pianificata che vide arrivare treni uno dopo l'altro che si spinsero fino ad est, fino a quando, nota Hilberg, a qualcuno venne l'idea di fare una Judenreservat nel distretto di Lublino.
Hans Frank "il re" del Governatorato Generale che fino a quel momento non si era preoccupato perché pensava che il soggiorno della gente che arrivava con tutti quegli arrivi, sarebbe stata temporanea (p.e. si pensava che tutti gli Ebrei sarebbero stati mandati in Madagascar), quando il flusso ininterrotto di Ebrei, Zingari e Polacchi stava creando problemi per un territorio ristretto e quando un convoglio che proveniva da Stettino aveva dato luogo a brutalità riprese con grande risonanza da parte della stampa estera, andò a protestare a Berlino per quell'invasione di cui si riteneva vittima. In una riunione con Himmler, Göring, Forster e Greiser, Klock, Wagner ed altri gerarchi disse che nessun convoglio si sarebbe avviato nel Governatorato senza averlo fatto presente al governatore. I convenuti fecero presente che mentre in molte zone era rimasto solo un piccolo residuo di Ebrei, gli altri erano già stati trasferiti, in molti altri luoghi gli Ebrei e i Polacchi erano ancora in gran numero. Dopo quella protesta fu Göring stesso il 23 marzo 1940 ad ordinare che nessun altro treno si sarebbe avviato nel Governatorato Generale senza averlo prima notificato allo stesso Frank.
Per Frank fu una vittoria. Gli spostamenti verso il Governatorato non gli impedì però di mettere in atto un suo personale programma: La città di Cracovia, capitale del Governatorato, che contava all'epoca un insediamento di 60 000 Ebrei doveva essere assolutamente sgomberata con un'espulsione verso l'interno dello stesso Governatorato. Si era venuto a creare, secondo Frank, un inammissibile scandalo: alcuni alti funzionari e generali tedeschi «che comandavano delle divisioni si trovavano costretti ad abitare in edifici nei quali vi erano anche inquilini ebrei». Cracovia doveva quindi essere «ripulita» lasciando sono alcune migliaia di Ebrei utili per una serie di lavori specializzati. L'evacuazione realizzata in due tappe, ne evacuò in totale 43 000 circa, mentre i rimanenti 17 000 furono ammassati in un ghetto chiuso nel quartiere Podgorce di Cracovia. Franz nonostante tutto era preoccupato dalle voci che giungevano da Poznań e Danzica e dai piani che prevedevano lo spostamento di migliaia di Ebrei e Polacchi verso il suo Governatorato. Scrivendo a Hans Lammers si lamentò che quei trasferimenti erano "fuori questione" anche perché l'esercito stava espropriando vaste aree per farne campi di manovra in preparazione dell'invasione dell'URSS.
A luglio Frank espresse tutta la sua soddisfazione comunicando ai suoi sottoposti che Hitler in persona aveva ordinato di bloccare tutti i trasferimenti di Ebrei nel Governatorato. Tutti gli Ebrei (residenti nei territori del Reich, del Governatorato e del Protettorato) ad avviso di Frank sarebbero stati trasferiti in Madagascar ceduto dal governo francese. (Hilberg fa notare che il Madagascar era un'isola di 500 000 chilometri quadrati la cui stragrande maggioranza di quella superficie era coperta dalla giungla). Frank asserì in quell'occasione che si era prodigato personalmente per gli Ebrei del Governatorato «affinché anch'essi possono godere del vantaggio di cominciare una nuova vita su un nuovo territorio». Ma come fa notare lo storico, era un gioire un po' prematuro, non ci fu nessun trattato di pace con la Francia e di conseguenza nessun'isola che potesse accogliere gli Ebrei. Sul finire del 25 marzo 1941 Krüger fece l'annuncio che nessun trasferimento sarebbe più stato effettuato verso il Governatorato.
(La distruzione degli Ebrei d'Europa, p. 216)
Fu il Ghetto di Łódź, il primo tra i più grandi centri di raccolta. Himmler stesso voleva ammassare nel ghetto di Łódź 60 000 ebrei per liberare, secondo il comando di Hitler, il Reich e il Protettorato per cui incaricò Heydrich di occuparsi della questione. Questo trasferimento mise in forte agitazioni le autorità naziste del luogo. I numeri erano drammatici: all'inizio il ghetto contava 160 000 unità distribuita su una superficie di 4,13 chilometri quadrati. Fra partenze e decessi il numero contava ancora 144 000 ghettizzati ma distribuiti su una superficie minore, ovvero 3,41 chilometri quadrati. Questi occupavano 2 000 case di 25 000 stanze ovvero con 5,8 persone a vano. Se arrivavano ora, come si era predisposto, ulteriori 5 000 Zingari e altri 20 000 Ebrei, le persone per vano sarebbero salite a 7, a meno che i nuovi arrivi non fossero ospitati nelle fabbriche mettendo in crisi la stessa produzione. Ma c'erano anche altri problemi che questo flusso inatteso avrebbe creato: la fame, le epidemie, nuove fognature per le acque nere con le conseguenti mosche che avrebbero invaso anche il quartiere tedesco. Ma Heydrich e Himmler reagirono bruscamente alle obiezioni dei loro sottoposti e li ignorarono, con il risultato che il 16 ottobre 1941 cominciarono ad arrivare i primi convogli. il 4 novembre 1941 l'operazione fu completata, erano giunti nel ghetto di Łódź: 20 000 Ebrei provenienti da Vienna, Berlino, Colonia, Francoforte, Amburgo, Düsseldorf e Lussemburgo. Arrivarono anche gli Zingari. Il ghetto aveva ora un'enorme popolazione, mai avuta prima.

##### La formazione dei ghetti
Hilberg colloca i trasferimenti e la "formazione dei ghetti" nell'anticamera della "soluzione finale", e fa notare che le tre ondate di espulsioni fra l'autunno del 1939 e l'autunno del 1941 che interessò, Ebrei, Zingari e Polacchi trasferiti nel Governatorato generale e verso i territori incorporati, ha un significato che si spinge oltre al numero di coloro che ne furono coinvolti. Secondo Hilberg queste operazioni rivelavano lo stato di tensioni di quell'epoca «che dilaniava l'intero corpo burocratico» tanto «che il programma di emigrazione forzata di dissolse progressivamente, per lasciare il posto alla politica della soluzione finale». Le espulsioni furono per lo storico solo "misure intermedie" attuate per raggiungere obiettivi intermedi. Il concentramento della popolazione ebraica in ghetti, la seconda fase attuata da Heydrich «venne concepita come un espediente che avrebbe permesso di preparare la fase finale dell'emigrazione di massa». Si pensava al Madagascar come il luogo per sbarazzarsi definitivamente di tutti gli Ebrei, ragion per cui tale prospettiva spiega "la messa in opera" della stessa ghettizzazione che non fu poi tanto veloce se si pensa che il muro di cinta del Ghetto di Varsavia si completò solo nel 1940 e il Ghetto di Lublino nel 1941.

Si iniziò con l'identificazione di chi doveva essere ghettizzato, con le restrizioni degli spostamenti e con la costituzione di organismi ebraici adibiti al controllo. dal 1939 Frank aveva ordinato che tutti gli Ebrei e le Ebree di età superiore ai 12 anni portassero «un bracciale bianco con una stella di David blu». Greiser nel Wartherland impose che tutti gli Ebrei «avrebbero dovuto portare due stelle gialle di dieci centimetri cucite una sul petto e l'altra sulla schiena». A Varsavia, fa notare Hilberg, su quei prodotti di marchiatura ci fu un fiorente commercio e venivano vendute stelle di ogni tipo: stoffa normale, in materiale sintetico lavabile, e su stoffe di lusso. Per quanto riguarda invece gli spostamenti, Kruger impose che gli Ebrei potevano cambiare domi
cilio esclusivamente nella loro località di residenza e potevano uscire di casa solo tra le nove di sera e le cinque di mattina, e dal gennaio 1940 venne tolto agli Ebrei anche «il diritto di viaggiare in treno» a parte particolari eccezioni. Ma l'aspetto più eclatante di tutto questo processo di concentramento tramite la ghettizzazione, fu la nomina dei Consigli ebraici (Judenrat) con il decreto del Governatorato generale del 28 novembre 1939. Le Comunità ebraiche dovevano scegliere 12 membri (se contavano almeno 10 000 persone) o 24 membri (se tali Comunità contavano più di 10 000 persone), dovevano non solo prestare assistenza agli Ebrei ma servire da interfaccia fra la Comunità e i nazisti, trasmettendo gli ordini di questi ultimi. 

Hilberg fa notare che da come furono condotte queste operazioni di nomine "sbrigative", a far parte di questi Consigli furono soprattutto "notabili"  e "vecchi dirigenti" della classe ebraica. Furono opportunamente esclusi alcuni rabbini ortodossi per paura che con le loro osservazioni potessero infastidire la dirigenza nazista. Il clima comunque era "pesante", lo storico fa notare che sebbene prima dell'occupazione diversi di questi "notabili ebrei" fossero «avidi di notorietà», ora «presi dall'angoscia [...] di un avvenire sconosciuto», non avevano più certezze e a dimostrazione ricorda l'episodio di Adam Czerniaków capo del Judenrat di Varsavia, quando un giorno riunì gran parte dei suoi 23 consiglieri e mostrò loro dove aveva la chiave di uno dei cassetti dove aveva riposto un flacone con 24 pillole di cianuro.
L'occupazione di Czerniaków prima della guerra riguardava l'insegnamento religioso, le sinagoghe, gli orfanotrofi, gli ospedali e i cimiteri, ora la sua attività sarebbe stata molto diversa: Czerniaków sarebbe stato di fatto l'interfaccia fra gli Ebrei e i nazisti trasmettendo ai primi gli ordini precisi dei secondi utilizzando la polizia ebraica per far eseguire quegli ordini consegnando «al nemico nazista i bene degli Ebrei, il lavoro degli Ebrei, le vite degli Ebrei». Ad avviso di Hilberg i Consigli ebraici anziché svolgere la funzione meritoria di  "tentare di attenuare le sofferenze" degli Ebrei e "combattere la massiccia mortalità" dei ghetti, stavano pian piano soccombendo "a tutte le esigenze dei Tedeschi" fino ad arrivare a richiedere l'intervento degli stessi tedeschi per costringere all'obbedienza la loro stessa comunità. Il giudizio dello storico sui Consigli ebraici è tranciante, afferma:

«Questi dirigenti ebrei salvarono il loro popolo e allo stesso tempo lo distrussero; salvarono alcuni Ebrei e ne condannarono altri; sottrassero per un certo tempo gli Ebrei alla morte, e in un periodo successivo li votarono alla morte. Alcuni presero le distanze da questo potere, altri se ne ubriacarono. A Cracovia, nel marzo 1940, un osservatore tedesco si stupiva del contrasto tra la miseria e la sporcizia che regnavano nel quartiere ebraico e l'aspetto di grande prosperità , costituito dai bei tappeti, confortevoli poltrone di pelle, e disegni ornamentali dipinti con cura, che si notavano nella sede del Consiglio. A Varsavia portare gli stivali fu una mode che si diffuse assai presto fra l'oligarchia ebraica. A Łódź, il "dittatore del ghetto" Rumkowski, fece stampare dei francobolli con la sua immagine mentre pronunciava discorsi in cui abbondavano espressioni quali "miei figli", "mie fabbriche", "miei Ebrei"»

I Consigli ebraici in effetti non avevano nessuna autonomia, dipendevano e assecondavano gli ordini dei loro superiori nazisti: «in realtà tremavano davanti ai signori tedeschi e i nazisti non avevano che da esprimere i loro desideri». Hilberg commenta il giudizio di Frank con "soddisfatta sufficienza" disse «Gli Ebrei si fanno avanti e ricevono gli ordini».
Il 30 maggio 1940 le SS e la polizia per bocca del Brigadeführer Bruno Streckenbach, in una riunione tenuta a Cracovia in cui era presente anche Frank, si candidarono ufficialmente al controllo dei Consigli ebraici. Frank fece notare che la polizia era la servizio del governo del Reich e che eseguiva gli ordini e non deputata a darli. La polizia fece ancora notare non aveva nessuna autorità autonoma. Dopo questa risposta, la richiesta fu accantonata, ma solo temporaneamente. La lotta per il controllo degli Ebrei sarebbe continuata nel tempo, e Hilberg fa notare che fu vinta proprio della
polizia del Reich anche se «a quel punto la posta in gioco non era altro che un mucchio di cadaveri».
I ghetti furono per prima organizzati nei "territori incorporati" nel periodo invernale del 1939-40. Il primo ad essere "costruito" fu quello di Łódź realizzato nel mese di aprile del 1940. Toccò quindi al Governatorato generale e in ottobre del 1940 venne costruito il Ghetto di Varsavia. Nel marzo del 1941 nacque il Ghetto di Cracovia e in aprile dello stesso anno il Ghetto di Lublino quindi il Ghetto di Radom e poco lontano il Ghetto di Częstochowa e il Ghetto di Kielce per poi finire nel dicembre 1941 con il Ghetto di Leopoli ovvero il terzo ghetto per importanza in Polonia. «A questo punto, il processo di ghettizzazione nel Goveratorato generale era concluso; mancavano all'appello solo alcuni ghetti di minor importanza, che vennero ad aggiungersi nel 1942».
Hilberg fa notare che nonostante la formazione di questi quartieri ebraici blindati non seguissero un piano generale e un ordine ben preciso, furono costruiti con le stesse caratteristiche proprio perché le esigenze erano identiche a tutte le città in cui era necessario isolare gli Ebrei dal resto della popolazione. Si riesce a capire quali fossero le caratteristiche basilari a tutti i ghetti, esaminando proprio cosa accadde con l'istituzione del primo ghetto, ovvero quello di Łódź.

Il ghetto di Lodz ebbe come regista Friedrich Uebelhoer, presidente amministrativo della regione residente a Kalisz, il 10 dicembre 1939 infatti organizzò un "gruppo operativo" che doveva sovrintendere a tutte le operazioni della costruzione del ghetto. Uebelhoer mantenne per sé la carica di presidente e delegò il dottor Moser che lo rappresentava nella città per lo svolgimento di tutte le responsabilità ordinarie. Il gruppo era costituito da personale amministrativo della città, da membri de Partito, dalla Polizia d'ordine e di quella di sicurezza, da SS Testa di morto oltre che dalla Camera di Commercio e dell'Industria di Lodz, e dagli uffici delle Finanze.

La strategia imposta fu questa: tutti i preparativi dovevano essere fatti nell'assoluta segretezza, e i trasferimenti nel ghetto fatti di sorpresa e improvvisamente. La strategia della segretezza era importante perché l'abbandono delle proprietà immobili degli Ebrei doveva essere tanto veloce da poter permettere la confisca di quelle proprietà.
Nelle intenzioni del presidente del gruppo il ghetto non doveva rappresentare un'istituzione definitiva e permanente, Un suo ordine infatti affermava chiaramente che era un provvedimento transitorio: « [...] Spetterà a me decidere in quale momento e con quali mezzi il ghetto, e nello stesso tempo la città di Lodz, saranno ripulite dagli Ebrei. In ogni caso, il nostro scopo finale è quello di cauterizzare fino all'ultimo tutti quei bubboni pestilenziali».
Il gruppo preposto all'organizzazione del ghetto decise di collocare il ghetto in un quartiere di case fatiscenti dove risiedevano già 62.000 Ebrei, bisognava metterne altre 100.000 provenienti dai sobborghi e altre zone della città. Dal 12 febbraio al 30 aprile tutte le operazioni di trasferimento degli Ebrei, divisi precedentemente in gruppi, erano state completate, tanto che dieci giorni dopo, ovvero il 10 maggio fu emesso un regolamento che di fatto isolava tutti quegli Ebrei dal resto del mondo: nessun Ebreo poteva uscire dal ghetto nemmeno lo stesso presidente del Consiglio degli Anziani e tanto meno gli stessi appartenenti alla polizia ebraica. Inoltre dalle 7 di sera alle 7 di mattina gli ebrei del ghetto dovevano rimanere chiusi nelle loro case.
Dopo i trasferimenti i nazisti recintarono il ghetto e affidarono alla Polizia d'ordine il compito di sorvegliare "a vista" il luogo. Ma anche la Polizia di sicurezza, composta sia dalla Polizia segreta di Stato Gestapo che dalla Polizia criminale Kripo, venne coinvolta nella gestione del ghetto. Hilberg fa notare che la Gestapo che si doveva occupare dei nemici del Reich aprì un suo ufficio nel ghetto visto che gli Ebrei erano considerati "i nemici per eccellenza". La Kripo fu impiegata, fuori dal ghetto e con le guardie del recinto, a contrastare il contrabbando. Tale compito alla recinzione del ghetto non piacque alla Kripo che voleva invece avere parte attiva all'interno del ghetto. Fu l'"ispettore criminale Bracken" in un memorandum a spiegare questo malumore della Kripo: «Nel ghetto, - scriveva, - vivono certamente circa 250.000 Ebrei, che hanno tutte le tendenze criminali più o meno accertate», per cui a suo avviso, la sorveglianza doveva essere "costante" e fatta all'interno del ghetto, cosa che in effetti poi si realizzò.
Il ghetto di Łódź, come disse Uebelhoer, fu soltanto una soluzione transitoria alla reale destinazione degli ebrei ghettizzati, peccato fa notare Hilberg, che quella transizione sfociò non nell'emigrazione, ma nello sterminio. Gli ebrei che abitavano a Lodz morirono sia nel ghetto per le condizioni disumane che si erano venute a creare, sia nei centri di morte dove erano stati trasferiti. Il primato del ghetto di Lodz fu che durò più a lungo di tutti gli altri ghetti, venne soppresso dopo quattro anni e quattro mesi dalla sua costruzione, e precisamente nell'agosto del 1944, un triste "record di longevità in tutta l'Europa nazista".
I tre «argomenti originali» che circolavano nel Governatorato Generale per giustificare la creazione dei ghetti erano:
- La popolazione ebraica era propagatrice del tifo esantematico, per non essere contaminati l'unica soluzione era il ghetto.
- Gli ebrei abitando in città e ricevendo tessere alimentari (con le quali avevano diritto a una sola razione di pane), acquistavano i prodotti non razionati a prezzi più alti del normale «creando un mercato nero anche per i beni inclusi nel razionamento», ragion per cui la soluzione era ghettizzarli.
- Mancavano gli alloggi per i militari e i funzionari tedeschi, per sopperire al problema si potevano usare gli alloggi degli ebrei. Soluzione? ghettizzare gli Ebrei sfrattandoli dalle loro case e assegnare le loro case ai tedeschi.

Hilberg fa osservare che quando il ghetto fu realizzato, la fallacia di quelle supposte "ragioni" fu evidente: infatti il tifo si propagò anche nelle città "ripulite dagli Ebrei", gli Ebrei per non soccombere continuarono ad approvvigionarsi dal mercato nero e i funzionari e i militari tedeschi continuavano ancora ad aver problemi con gli alloggi. Strano a dirsi quelle stesse ragioni che erano state sbandierate per giustificare la creazione dei ghetti furono le stesse dopo qualche tempo per giustificare proprio la loro chiusura e il trasferimento in massa degli Ebrei dei ghetti verso altre destinazioni.
A Varsavia i problemi non furono diversi. Occorse «non meno di un anno» per condurre in porto l'impresa della ghettizzazione. Iniziò ai primi di novembre del 1939 con la creazione di una zona di quarantena nella zona della città vecchia nota per avere un'alta concentrazione di abitanti Ebrei. Quindi il governatore del distretto Fischer con l'assenso di Frank pochi giorni dopo (precisamente il 7 novembre), propose di chiudere nel ghetto tutta la popolazione ebraica, almeno 300.000 persone. Tre mesi dopo a febbraio del 1940 si pensò di disporre il ghetto sulla riva destra della Vistola, ma in una successiva riunione tenutasi l'8 marzo, questa idea fu scartata perché si pensava che segregare gli Ebrei non sarebbe stato vantaggioso per la città di Varsavia e i suoi abitanti visto che l'80% degli artigiani erano Ebrei e i loro servizi ritenuti essenziali.

##### Mezzi di sussistenza del ghetto
Fu la "segregazione" una delle principali ragioni per cui i nazisti concepirono i ghetti. Hilberg nota infatti, che «ogni ghetto costituiva una città-Stato in cattività» in cui il divieto al superamento del limite territoriale, la forte dipendenza dal mondo esterno per la più elementare sussistenza, e allo stesso tempo la responsabilità della gestione di una miriade di problemi interni affidata ai suoi abitanti, erano tutti elementi che producevano come effetto «l'assoluta sottomissione all'autorità tedesca». I contatti personali oltre le mura del ghetto furono fortemente limitati se non proibiti, e mantenuti al minimo e sorvegliati furono servizi indispensabili come collegamenti bancari, linee telefoniche e servizi postali per inviare e ricevere pacchi. Di fatto quindi gli abitanti del ghetto erano "fisicamente prigionieri" in "un quartiere isolato" con mura e barriere, dove gli abitanti ebrei dovevano ancora continuare a portare la stella identificativa gialla, e dove quando giungeva l'ora del coprifuoco, tutti dovevano «rimanere chiusi nelle case». Ma c'era un problema da risolvere: come avrebbero potuto quei ghettizzati sopravvivere visto che erano stati privati sia del loro lavoro che di ogni attività imprenditoriale che fino a quel momento erano servite al loro sostentamento?